# ガザ侵攻 (2014年)
ガザ侵攻（ガザしんこう）は、2014年にイスラエル国防軍がパレスチナ自治政府のガザ地区に侵攻した紛争。8月26日の無期限停戦で一応終息した。

## 概要
イスラエル軍の作戦名は「境界防衛作戦（"Operation Protective Edge"）」。パレスチナ側はハマースが中心だが、イスラーム聖戦など他の武装勢力も独自に行動しており、どの武装勢力の行動か曖昧な部分も多い。例えば、7月20日にガザ地区側から約100発のロケット弾攻撃があったが、ハマースの軍事部門である,イッズッディーン・アル＝カッサーム旅団の攻撃は4割で、残りはイスラーム聖戦、パレスチナ解放民主戦線（DFLP）、パレスチナ解放人民戦線（PFLP）、ファタハによるものだったという。
9月1日時点で、パレスチナ側の死者はガザ地区のみで2158人（国際連合推計では2104人）、イスラエル側の死者は73人（うちイスラエル軍66人、民間人7人）に上っている。紛争は8月26日の無期限停戦で一応終息した。
イスラエル・パレスチナ紛争としては、第四次中東戦争以来最大の死傷者を出している。しかし、死者が19万人と推計されるシリア内戦、2013年だけで7818人が死亡したと推計されるイラク内戦、少なくとも989人の死者（警察官除く）が出たと推計されている2013年エジプトクーデターなど、中東では多数の死傷者が出る戦争・内乱が相次いでいる。国連、各地の保健当局・人権団体集計によると、2014年7月の中東各地の紛争での死者はシリア5342人、イラク1737人、ガザ地区約1400人、イエメン約300人、リビア約120人に上っている。『フィナンシャル・タイムズ』は、そのためアラビア世界のガザ侵攻に対する関心が相対的に低下していると指摘している。
パレスチナ側の民間人犠牲者は、国際連合人道問題調整事務所（OCHA）によると1460人に上った。これは全体の7割を占める。
一方、イスラエル側の民間人犠牲者は7人で、全体の1割弱であった。これは、ミサイル防衛システム「鉄のドーム」の精度向上によるものが大きいという。また、イスラエルを訪問した田母神俊雄がラファエル社などから聞いた話として、「ハマスのミサイル、ロケット攻撃で死んだのはわずか3名であり、アイアンドームが市民を守ったそうだ。なお死んだ3名はベドウィン（遊牧民族）であり防空壕へ避難しなかったため」と述べている。
一方、報道やエレクトロニック・インディファーダ、アムネスティ・インターナショナルによると、殺害されたベドウィンはイスラエルが設定した居住区外（「未公認の村」）に住んでいたため、攻撃を受けても「鉄のドーム」は空き地（open area）と判断し作動しなかったのだという。ユダヤ国民基金（JNF）は、ベドウィンのための防空壕を提供するとしている。

## 本格侵攻以前の経過

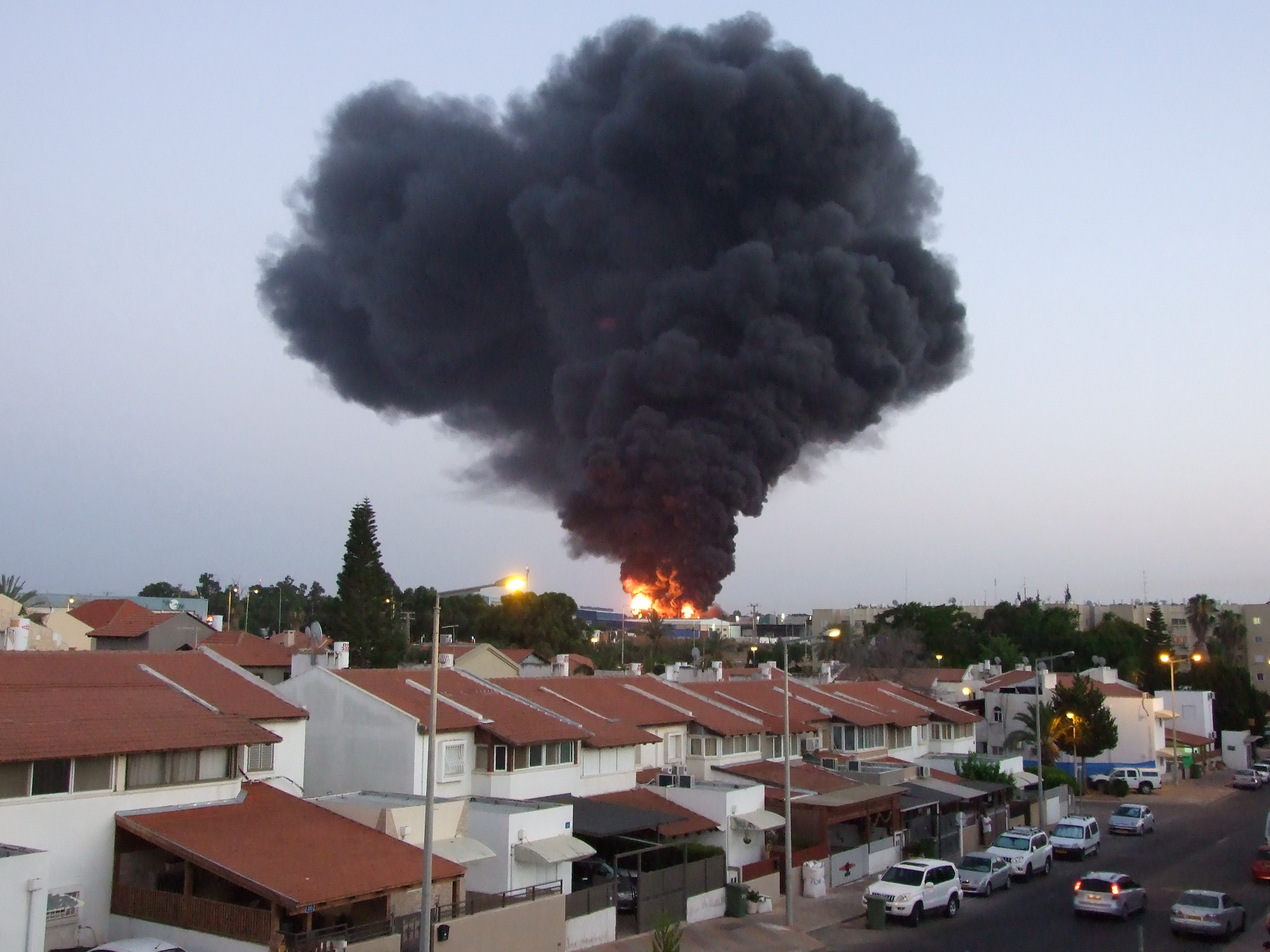
ハマースのものと思われるロケット弾により炎上するイスラエルの家屋

### 2013年の和平交渉再開とその行き詰まり
イスラエルとパレスチナ自治政府は、2013年7月29日より和平交渉を再開した。イスラエルは自治政府側の要求を受け入れ、パレスチナ人受刑者104人の釈放を4回に分けて行うことを約束した。8月13日には、最初の26人を釈放した（最終的に78人釈放され、最後の26人はイスラエル側が拒否）。一方、パレスチナ自治区領であるヨルダン川西岸地区での入植活動も並行して推進した。8月13日には、パレスチナ人受刑者釈放と共に、東エルサレムで新たに入植住宅942戸の建設を承認した。8月27日、ヨルダン川西岸・カランディアの難民キャンプでイスラエル軍とパレスチナ人難民が衝突し、パレスチナ人3人が殺害された。

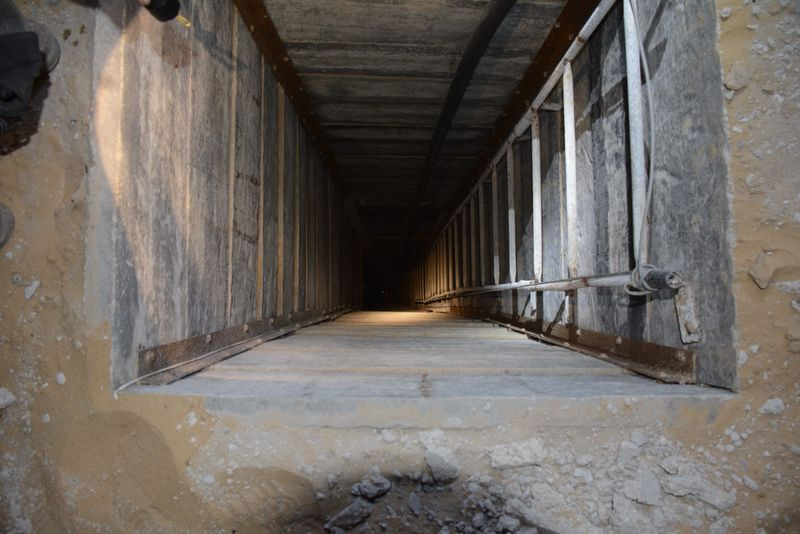
イスラエル軍が発見したガザ地区のトンネル

10月22日、イスラエル軍はヨルダン川西岸のビリン村での作戦中に銃撃戦となり、イスラーム聖戦メンバーの男を射殺したと発表した。男はテルアビブの路線バス爆破計画の被疑者の一人だったという。11月1日、イスラエル軍はハマースがイスラエルに侵入するために掘ったトンネルの破壊中、ハマース側と交戦し戦闘員4人を殺害、イスラエル兵5人が負傷したと発表した。12月24日、イスラエル軍は分離壁の作業員がパレスチナ人に殺害された報復として、ガザ地区を空襲し女児1人を殺害した。また、空襲に先立ち男1人を射殺した。作業員殺害は、ハマースに近いとされるパレスチナ民衆抵抗委員会が犯行を認めた。
2014年1月10日、イスラエル住宅・建設省は新たにユダヤ人入植地に1877戸の建設業者を決める入札を実施すると発表した。これは国連安保理決議違反であるが、欧米諸国からの批判に対しても、イスラエルのベンヤミン・ネタニヤフ首相は「偽善」と意に介さなかった。3月12日、ガザ地区のイスラーム聖戦がイスラエルをロケット弾で攻撃し、イスラエルは報復としてガザを空襲した。3月13日も双方の攻撃は続いた。4月21日にもガザ地区からロケット弾攻撃があり、イスラエルは報復としてガザを空襲した。
4月29日、パレスチナ自治政府との和平交渉期限が来たが、何もまとまらなかった。5月15日には、ヨルダン川西岸のイスラエル軍支配地域でパレスチナ人によるデモがあり、イスラエル軍の弾圧で2人の死者が出た。
一方、パレスチナの政権は、ヨルダン川西岸地区を実効支配するパレスチナ解放機構（PLO）主流派ファタハと、ガザ地区を実効支配するハマースとの間で分裂状態が続いていた（ほとんどの国家は、ファタハの政権を承認している）。
ハマースはイスラエルとの和平交渉自体に反対していたが、情勢は以前より悪化していた。もともと、イスラエルは軍事転用を理由に建築資材などの導入を制限していたため、復興は遅々として進まなかった。
和平交渉再開に先立つ2013年7月3日、エジプトは軍部のクーデターがムハンマド・ムルシー政権を打倒し、アブドルファッターフ・アッ＝シーシーを中心とする軍部が実権を握った。エジプトはアンワル・アッ＝サーダート、ホスニー・ムバーラクと親イスラエル政権が続き、イスラエルのガザ地区封鎖に協力していた。2011年のエジプト革命でムバーラク政権が打倒されムスリム同胞団・自由公正党のムルシーが大統領に当選すると、ムルシー政権はハマースへの経済制裁を緩和した。ハマースの母体はムスリム同胞団であり、ムルシー政権はハマース幹部のイスマーイール・ハニーヤ（ガザ政府首相）、ハーリド・マシャアル政治局長（代表）らと相次いで会談し、イスラエル一辺倒では無くなった。しかし、軍部のクーデターが起きるとエジプトは親イスラエル路線に戻った。ムルシー政権もハマースの作った密輸トンネルを破壊する対応を取っていたが、エジプト軍部はムスリム同胞団に連なるハマースを敵視し、密輸トンネル破壊を徹底し、検問所の規制を強化した。また、ハマースはイランから多額の援助を受けているが、シリア内戦を巡って両者に溝ができた。ハマースは反体制側支持に転じ、イランは一貫してバッシャール・アル＝アサド政権を支持しているからである。そのため、イランの支援は月1億ドル程度から1500万ドル程度に縮小されていた。この状況でエジプト軍事政権の経済制裁強化を受けたため、失業率は27%から44%に上昇、停電時間は1日8時間から12時間に増え、ハマースは職員の給与を分割払いにするほど困窮した。

### パレスチナ挙国一致内閣とイスラエルの反発
ハマースは経済制裁による疲弊、ファタハは和平交渉の行き詰まりを背景に、両者は和解を模索した。2014年4月23日、5週間以内の統一内閣発足で合意した。イスラエルはこれに反発し、4月25日に和平交渉を中断すると発表した。またネタニヤフ首相は「アッバス議長（パレスチナ自治政府大統領）は平和よりも、イスラエルの破壊を訴える残忍なテロ組織と手を組む道を選んだ」「イスラエルをユダヤ人国家として承認することについて議論することすら拒否している」と非難した。6月2日、ファタハとハマースは暫定統一政権を発足させた。
ネタニヤフは、「アッバス議長（パレスチナ自治政府大統領）はテロにイエスと言い、和平にノーと言った」と述べ改めてハマースの政権入りを強く非難した。また、パレスチナとの交渉拒否を宣言し、閣議でパレスチナへの制裁権限をネタニヤフに付与することを決めた。またこの時、イスラエルはガザ地区からロケット弾攻撃を受けたことを理由にガザ地区を空襲している。
一方、従来はイスラエル同様、ハマースの政権入りを認めていなかったアメリカは、ジョン・フォーブズ・ケリー国務長官がハマースの政権入りに懸念を表明したが、最終的に「イスラエル国家の承認、テロの放棄、これまで交わされた国際合意の遵守」を条件に、ハマースの政権入りを認めた。欧州連合（EU）、国際連合もパレスチナ連立政権発足を支持し、インド、中国、トルコも新政権を承認した。
6月4日、イスラエル住宅・建設省およびイスラエル土地公社は、入植住宅建設の入札承認を行った。イスラエルのウリ・アリエル住宅・建設相は「パレスチナのテロ内閣発足」への対応だと述べた。パレスチナ解放機構（PLO）幹部のハナン・アシュラウィは声明で、「この重大な違反行為を阻止し、説明責任を確保するための適切な方法として、国連安保理と国連総会の両方に訴える」と述べた。
6月11日、イスラエルはガザ地区を空襲し2人を殺害した。イスラエルは標的にした1人はロケット攻撃に関わっていたとしている。

### 二つの殺人事件
6月12日、イスラエル人入植者の少年3人が行方不明となった。イスラエル側はハマースの犯行と主張し、パレスチナ人約80人を逮捕した。ハマースは行方不明事件の犯行を否定したが、一方で犯行そのものは称賛した。同日、ガザ地区の武装勢力よりロケット弾攻撃があった。
中東調査会によると、6月23日までに、イスラエルは捜査でパレスチナ側の7人を殺害し、ハマース幹部や活動家など361人を拘束し、数百万ドルを押収した。アッバース自治政府大統領はイスラエルに協力的で、ハマースは「4月の国民和解合意を逸脱するものであり、合意履行は開始される前に頓挫した」と批判した。また、中東理解研究所（en:Institute for Middle East Understanding）によると、行方不明発覚から18日間（6月29日まで）にイスラエル側は捜査でヨルダン川西岸地区のパレスチナ人9人ないし10人（うち子供3人）を殺害、数百人ないし400人以上を逮捕（立法評議会議員11人、3年前の捕虜交換で釈放された元政治犯59人含む）し、2200戸以上を家宅捜索し、住居3戸を破壊した。
6月30日、ネタニヤフ首相は「ハマースがロケット弾攻撃を止めなければ、我々はそれに終止符を打つ（ために攻撃する）」と警告した。また、「国の主目的は誘拐された3少年を取り戻すことである」と主張した。ただし、この時点ではロケット弾攻撃はハマース以外の組織による物で、ハマースはむしろ抑止していたという指摘がある。
また、ハマースのマルズーク政治局副議長は、「パレスチナ自治政府がパレスチナ国家統一の問題を無視している」と不満を表明した。
同日午前8時30分、3人はヨルダン川西岸地区で遺体で発見されていたと報じられた。ネタニヤフ首相は報復を宣言した。また『ハアレツ』によると、この時までにヨルダン川西岸地区でパレスチナ人422人を逮捕していた。3人は誘拐直後に殺害されたとみられるという。バチカン、バラク・オバマ米大統領、デーヴィッド・キャメロン英首相らは、相次いで3少年の殺害に非難声明を出した。
7月1日、ガザの武装勢力よりロケット弾攻撃があった。同日、イスラエル軍は3少年殺害の報復として、ガザ地区の34の標的を空襲した。ガザ地区の武装勢力は、イスラーム聖戦などがロケット弾などで攻撃を行っていたが、7月1日からはハマースからの攻撃も始まった。ハマースでロケット弾攻撃を抑止していたモハメド・オベイドが、空襲で殺害された結果であった。共同通信社の岡田隆司は、「表面的には、きっかけは少年の殺害だった」が、パレスチナ筋の情報として、「どん底の経済に苦しむガザ住民の支持を取り戻すため、ハマスが武力衝突をつくり出した」と報道した。また、イスラエル政府は、ヨルダン川西岸地区居住のハマース幹部をガザ地区に追放する決議を行ったという。
同日、イスラエルの右派政党「イスラエル我が家」のアイエレット・シャクド議員は、Uri Elitzurの記事を引き、Facebookで「彼ら（パレスチナ人）は皆、我々の敵であり、その血は我々の手によって垂れ流されるべき」「（彼らの）母親たちも皆一緒に地獄に行くべきだ。そうでもしないと、また小賢しいヘビたちが生まれ育てられるだけだ」と主張した。シャクドは、「人種差別主義者」との批判に対し、批判は「過激派、左翼プロパガンダマシン」であり、"The Daily Beast"のレズニック記者の誤訳（ヘブライ語→英語）が原因であり、レズニックから「人格への暗殺（character assassination、誹謗の意）」を受けた主張した。その上で、パレスチナの教育は子供にユダヤ人への憎悪を植え付けており、ハマースはアルカーイダと同類であり、停戦のためにはハマース側が攻撃を止めることが必要だと主張した。
7月2日にはエルサレム近郊でパレスチナ人少年が焼死体で発見された。アッバース自治政府大統領はこの事件についても非難声明を出した。7月4日、パレスチナ人少年の葬儀に数千人が参列したが、イスラエル治安部隊と衝突し参列者から約30人、治安部隊から少なくとも13人の負傷者が出た。7月6日、イスラエル警察は被疑者6人を逮捕した。被疑者はユダヤ人過激派であるという。
7月6日夜から7月7日未明に掛け、イスラエル軍はガザ地区を空襲した。ハマースによると、この攻撃で戦闘員ら9人が戦死した。
7月7日、イスラエルは治安閣議でガザからのロケット砲攻撃に対し、軍事報復の強化を決めた。また、「当分の間は慎重に行動する方針」を確認した。イスラエル軍は、「イスラエル市民に対するテロを止めるために『境界防衛作戦（"Operation Protective Edge"）』をガザ、ハマースに対して開始する」と発表した。

### ガザ本格侵攻後の殺人事件の進展
この項目では、7月8日のガザ侵攻本格化以降のイスラエル人3少年殺人事件・パレスチナ人少年殺人事件の進展について扱う。ガザ侵攻の経過は#侵攻開始後の経過を参照。
7月25日、イスラエル警察のミッキー・ローゼンフェルド報道官は、犯行はハマースとは無関係の「孤独な細胞」による物だったと談話を発表した。その後、ローゼンフェルドは談話を修正し「ハマースからの直接の命令は無かったが、依然として協力者なのは明白だ」とした。
7月28日、イスラエル人少年被害者の両親が地元紙の取材に答え、「誘拐事件とガザ侵攻はつながっている。事件を通じて私たちに寄せられた支援がいま、ガザに向かう兵士の力になっている。私たちが強く団結している限り、敵は私たちを打ち負かすことはできない」「息子の死が人々の命を救ったのであれば尊いことだ」と述べた。一方、パレスチナ人少年被害者の父親は『毎日新聞』の取材に、事件前夜にもパレスチナ人男児の誘拐未遂事件があったと指摘し、「パレスチナ人が被害者なのでイスラエル警察はまともに捜査せず、息子の事件を防げなかった。救える命を救わなかったのだ」とイスラエルを批判した。
イスラエル警察は、ハマース関係者2人が事件後に姿を消したことから、ハマースの犯行と断定し、被疑を明らかにしないまま600人以上を逮捕し、ハマースの関係先を徹底して破壊したという。
イスラエル人少年殺人事件は、ヘブロン（パレスチナ自治区・ヨルダン川西岸地区）のカワスメ一族の犯行という噂があった。8月5日、イスラエル警察はヘブロンのホッサム・カワスメを被疑者として逮捕していたことを発表した。7月11日に東エルサレムのアラブ人地域、シュアファト地区で治安部隊が拘束したが、今まで発表していなかった。警察によると、カワスメは「ガザ地区のハマス工作員から資金援助を受けて武器を調達した」と自供したという。また、イスラエル当局発表として、カワスメ自身をハマース工作員とする報道もある。また、イスラエル警察はマルワン・カワスメとアマール・アブ・アイシャを共犯者として指名手配している。
8月22日、ハマース政治局のサレフ・アルリはCNNの取材に対し、ハマースの武装集団が犯行に及んだことを認めた。アルリはハマース指導部・軍事部門は犯行を知らされておらず、承諾も行っていなかった主張した。
また、同日までにハマースのマシャアル政治局長はヤフーニュースのインタビューで、ハマースのメンバーが殺害に関与したことを認めた。ただ、事前には知らなかったと主張した。また、イスラエルの不法占拠に対する「正当な行動」と犯行を擁護した。また、ネタニヤフ首相の「ハマースはISILのような物であり、ISILはハマースのような物である」という発言について聞かれ、「嘘」「（アメリカ国民の）トリック」と言下に否定した。
9月22日夜から9月23日未明に掛け、イスラエル国防軍・イスラエル総保安庁（シンベト）は、ヘブロンに潜伏していたパレスチナ人被疑者2名（アイシャとカワスメ）を殺害したと発表した。発表によると、イスラエル側はヘブロンの民家に潜伏していた2人を急襲し、銃撃戦の末殺害したという。またイスラエル総保安庁は、殺害した2人の潜伏を助けたとされるパレスチナ人を、少なくとも3人拘束したと発表した。
一方、パレスチナ自治政府の治安機関長官は、イスラエル側が「（市民を）殺害し家屋を破壊する作戦を実行した」と非難した。パレスチナ治安部隊は、被疑者の居場所について全く知らず、「（パレスチナが支配しているはずの）この地域にイスラエル軍がどうやって進入できたのかも分からない」と話した。
ハマースの報道官は、「2人は生涯をかけた犠牲と献身により殺害された」と述べ、事件への関与を初めて公式に認めた。また、カワスメの母親は、地元ラジオ局のインタビューで「息子はアラーの御名において自分の命を犠牲にした」と語った。一方、イスラエルのネタニヤフ首相は23日の閣議前の演説で「正義は下された」と語った。
国境なき医師団（MSF）が現地報道として伝えたところによると、イスラエル軍は西岸地区全域で大規模な捜索活動を展開し、900人以上を逮捕した。また、国境なき医師団によると、逮捕した14歳の少年を一晩中殴打したり、息子を逮捕した家にたびたび侵入し、「息子の犯した罪は家族の連帯責任だ」と主張した事例があったという。

## 侵攻開始後の経過

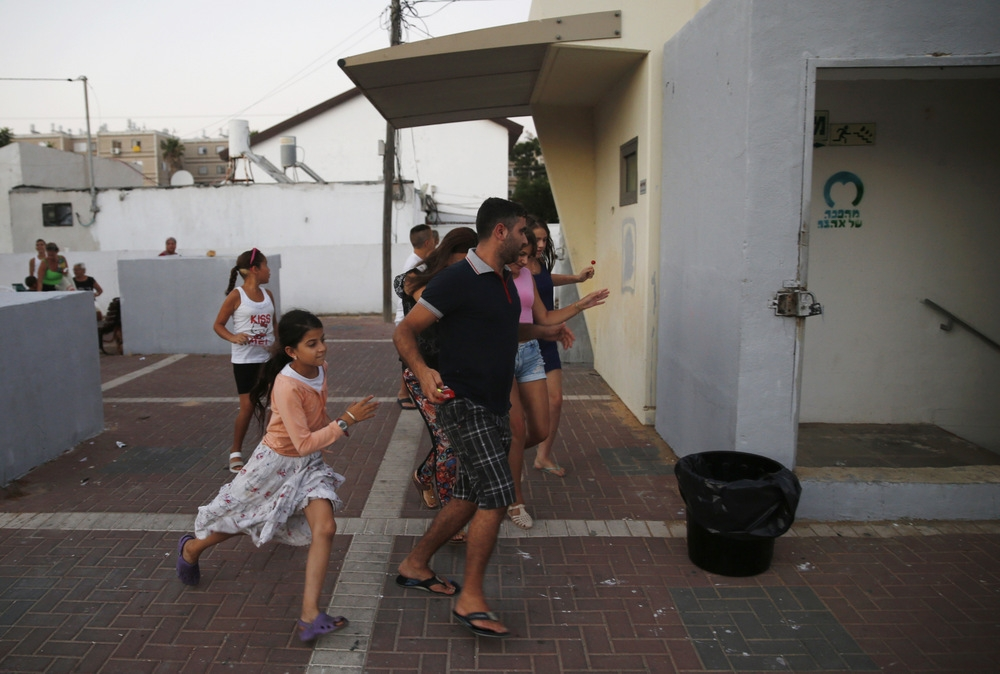
空襲警報を受けて、避難所に向かうアシュケロンの市民

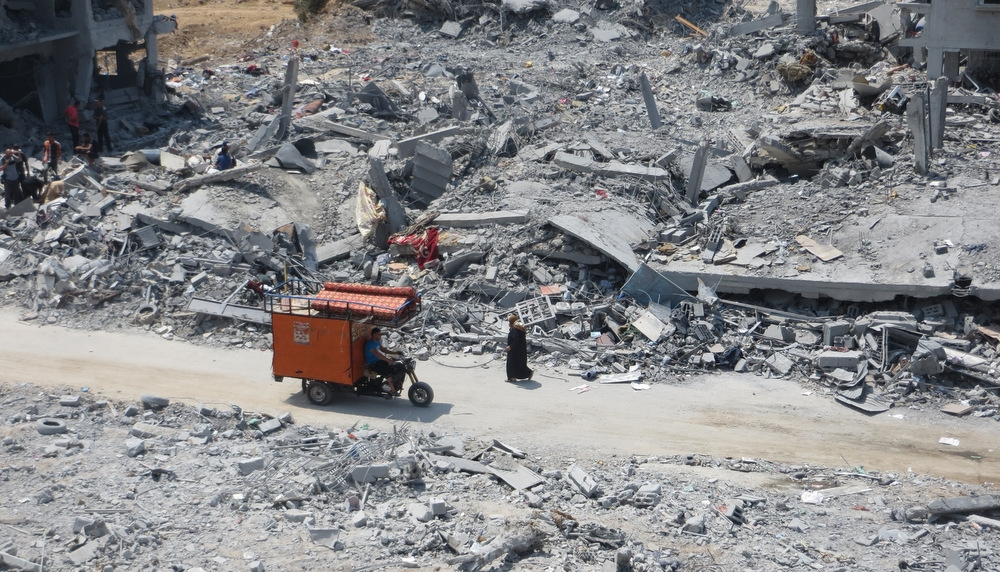
攻撃を受けたガザ北部ベイトハヌーン

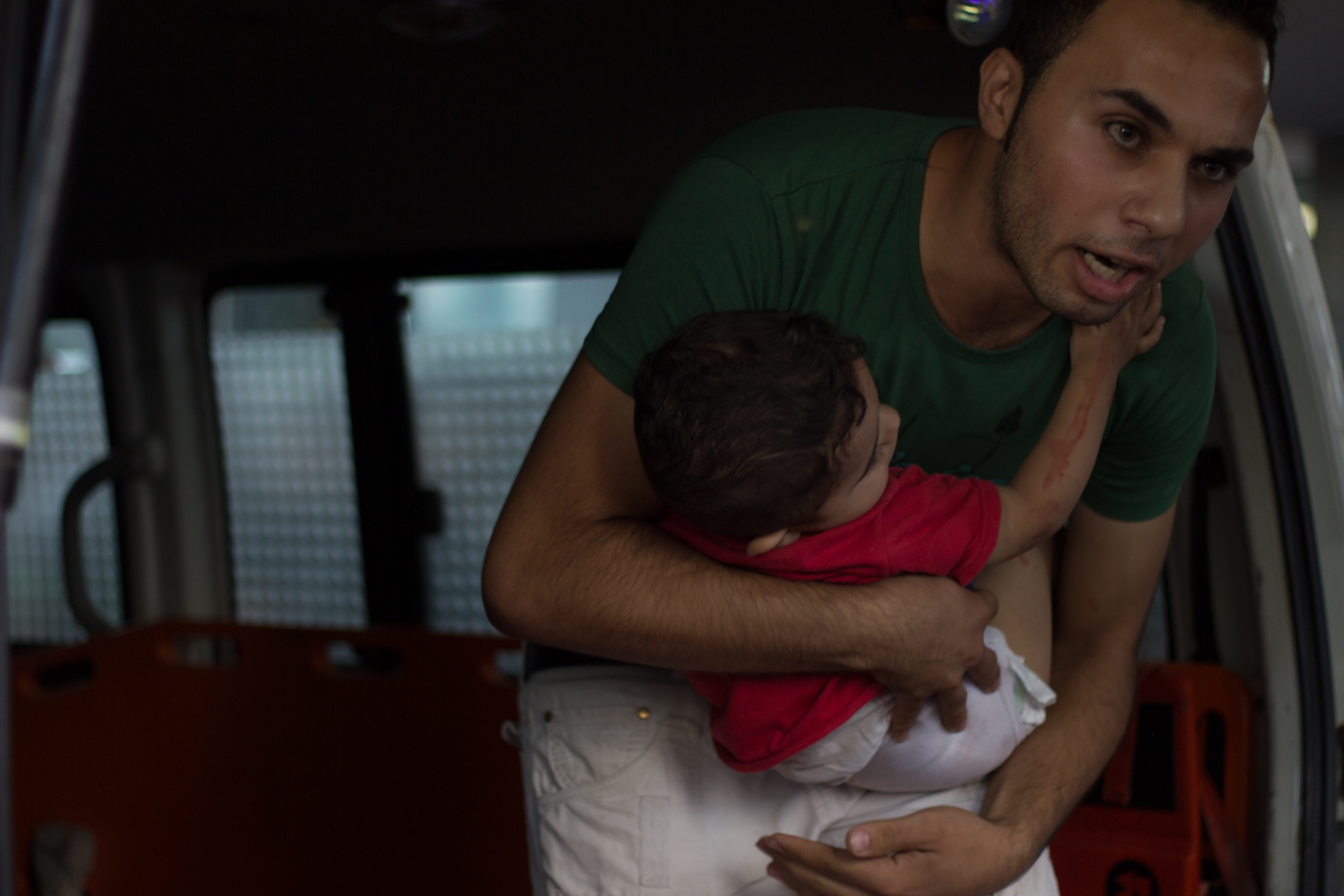
イスラエル軍の攻撃の報を聞き、子供を抱えて逃げる男性

### イスラエルの本格空襲
7月8日未明、イスラエル国防軍は本格的なガザ攻撃を開始した。アッバース自治政府大統領は、イスラエルにただちにガザへの攻撃を止めるよう表明した。8日のみでパレスチナ側は25人が死亡、100人以上が負傷し、イスラエル側は2人が負傷した。ガザ地区からのロケット弾は、テルアビブやエルサレムにも到達した。イスラエルのネタニヤフ首相は「われわれは市民の安全を第一に考える」と述べ、市民を標的にしたロケット弾攻撃を容認しないことを表明した。またイスラエルは、地上部隊侵攻を前提に予備役4万人を召集した。
7月9日、ガザ地区からのロケット砲攻撃はイスラエル北部ハデラ北方に着弾した。飛距離110km以上は過去最長とみられる。また、ハマースはイスラエルの原子力施設がある、ネゲヴ砂漠の都市ディモナにロケット弾3発を発射したと発表した。しかし、イスラエルはミサイル防衛システム「鉄のドーム」などによりこの時点での死傷者は無く、パレスチナ側は38人が死亡した。「鉄のドーム」の迎撃成功率は約9割、あるいは86%であるという。また、ネットニュースサイトBuzzFeedの取材に答えたあるイスラエル軍人は、「我々は、ガザへの芝刈り以上のことを行う。我々はそれを焼き払うだろう」と述べた。

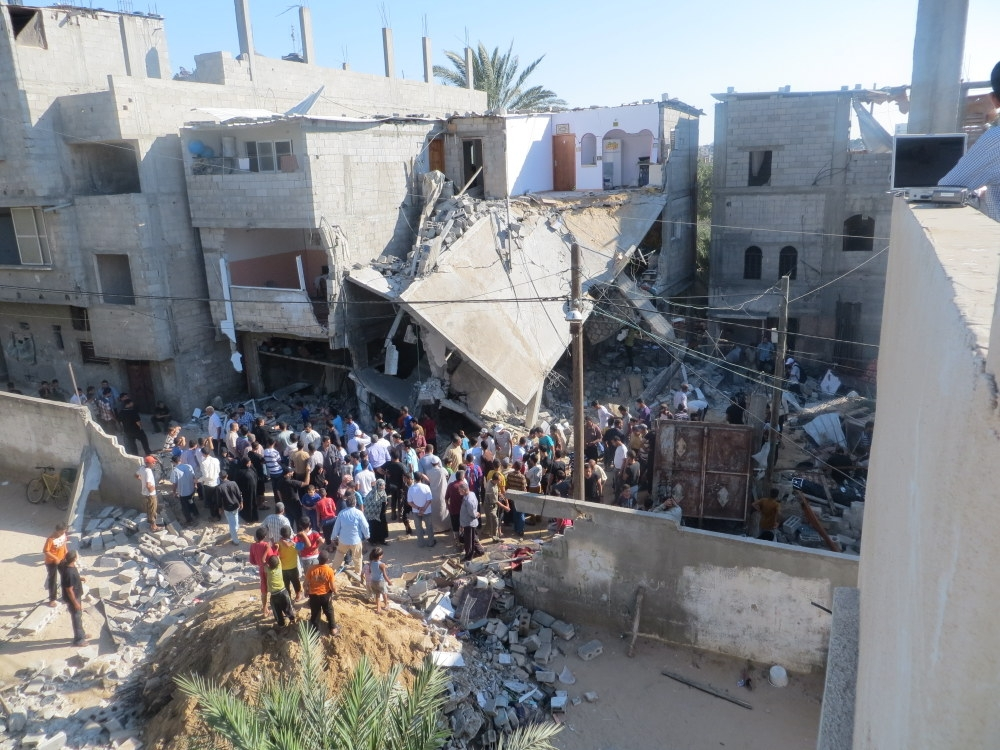
イスラエルの空爆によって破壊されたガザ地区の家屋

7月10日、ガザ地区の死者は少なくとも86人、負傷者は約560人に達した。中にはカフェで2014 FIFAワールドカップ観戦中に空襲に遭い、殺害された者もいた。国連安保理事会は緊急理事会を開き、潘基文国連事務総長は双方に自制を呼びかけた。理事各国はこの後、非公式協議で声明を検討したがまとまらなかった。
エジプトは、パレスチナの負傷者らを医療機関に搬送するためラファ検問所を開放した。
7月11日、ガザ地区の死者は102人、負傷者700人以上に達した。オバマ米大統領は、ネタニヤフ首相との電話会談で、戦闘の沈静化に向け、あらゆる努力を行う必要性を強調した。同日、イスラエル側に2人の負傷者が出た。また、レバノンからもイスラエルに攻撃があり、イスラエルはレバノンの攻撃拠点を攻撃した。
7月12日、イスラエルメディアはさらなる空襲強化の方針を報じた。イスラエル軍筋は、ガザ地区住民に退避勧告を出し始めたことを明らかにした。イスラエル外務省は、Twitterで退避勧告ビラの見本を公開した。しかし、どこに逃げれば安全かは書かれていないという指摘もある。

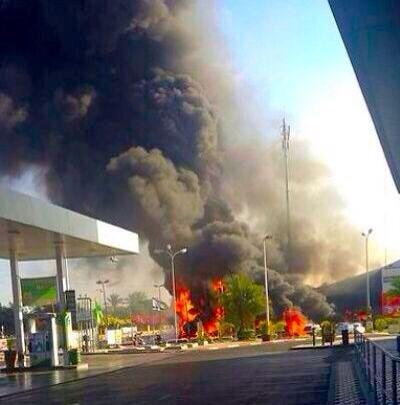
ハマスのロケット弾により炎上するアシュドッドのガソリンスタンド

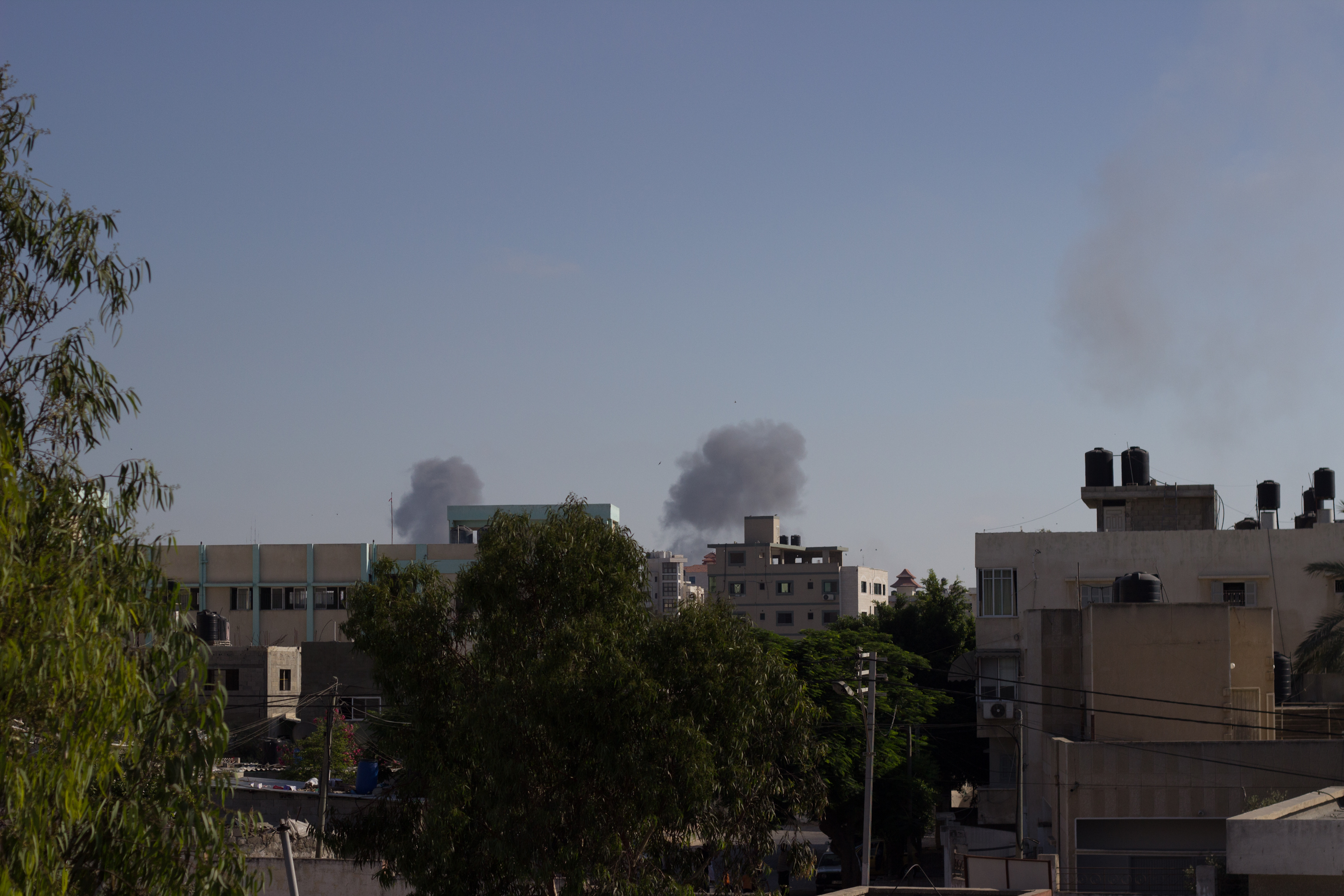
イスラエル軍により爆撃されるガザの街

イスラエル南部スデロットでは、空襲を見物するイスラエル人らが見られた。
7月13日、ガザ地区の死者は170人以上、負傷者1100人以上に達した。イスラエル海軍特殊部隊がガザ地区に上陸し、初めて地上戦になった。ただ、閣議では当面は空襲を続ける方針を確認した。
7月14日、イスラエルはガザ北側、エレツからアシュケロンにかけてを立入禁止区域にした。イスラエルは、ガザ周辺に兵士や戦車を配備しており、地上侵攻準備の可能性が指摘された。
同日、エジプトはイスラエル、ハマース双方に1週間のガザ停戦を提案し、無条件受け入れを要求した。主な内容は次の通りである。
- 現地時間15日9時（日本時間15時）より戦闘を段階的に縮小させ、12時間後に完全に停止する。
- ハマースはイスラエルへの攻撃を止め、イスラエルはガザ地区への攻撃を止める。
- 治安条件を満たした人と物資にエジプトとガザ境界検問所の通行を許可する。
- 停戦から48時間以内に、双方の代表がカイロで本格交渉を開始する。

また、駐日アラブ各国大使は、この日までに人道的な状況悪化が深刻だとして強く警告する声明を出した。罪のないガザ市民の殺害を直ちにイスラエルにやめさせるよう、日本政府に対して協力を求めた。
7月15日、パレスチナ側の死者は197人に達した。また、イスラエル側で初めて死者が1人出た。
イスラエルはエジプトの停戦案受け入れを表明し、攻撃を一時停止した。しかしハマース側は反発し、ガザ地区からの攻撃も続いたため、イスラエルは攻撃を再開し、停戦は白紙になった。これは、エジプトのシーシー政権がもともと親イスラエルで、事前協議をイスラエル側のみ行い出した案であることに、ハマースやイスラーム聖戦などから反発が上がったためである。イスラエルのネタニヤフ首相は同日のテレビ演説で、「戦闘継続と、それによって犠牲が生じることを選んだのはハマスだ」と非難した。
同日、クネセト（イスラエル国会）副議長のモーシェ・フェイグリンは、en:Arutz Shevaに「最大火力でガザ全体を徹底殲滅」し、ガザ地区再占領とユダヤ人による入植、武装勢力関係者およびイスラエルに忠誠を誓わない非ユダヤ人住民の追放などを行うよう主張した。フェイグリンはかねてよりガザ地区をイスラエル領と主張している。フェイグリンは8月1日にも、Facebookに持論を重ねて投稿した。
7月16日、パレスチナ側の死者は225人に達した。イスラエルはこの日までにガザ地区住民約10万人に退避勧告を出した。
またこの日イスラエル軍は、海岸でサッカーに興じる子供4人を軍艦の砲撃で殺害した。目撃したNBC特派員のアイマン・モハルディーンは、直前まで一緒にボールを蹴っていたという。近くにはジャーナリストの投宿したホテルがあり、負傷者の手当に協力した者もいた。イスラエルは、「テロリストの拠点を狙った攻撃だった」と主張した。
同日、ハマースはエジプト案拒否を正式に表明し、代案としてエジプトに通じる検問所の管理と全面開放などを要求した。エジプト案では、検問所全面開放は事後協議とし、検問所管理をファタハに委ねるとしているからである。また、Mondoweissによると、ハマースの主な要求は以下の通りである。
- 検問所の国際管理（国連またはアラビア諸国）
- ガザ周辺からのイスラエル軍戦車の撤退
- イスラエル人少年殺害事件後に拘束した囚人の釈放
- 漁業制限の10kmへの緩和[※ 5]
- 国連の監督の下、国際港と国際空港を作り機能させる
- ファタハとハマースの交渉へのイスラエルの不介入
- 工業地区の再建およびガザ地区における経済開発の改善

これらの要求をイスラエル側が受け入れられるならば、10年間の停戦に応じると主張した。しかしイスラエルは相手にしなかった。
7月17日、イスラエルとハマースはエジプトの首都カイロで、同国の仲介者を挟み停戦を協議した。エジプトは停戦案を拒否したハマースを暗に批判した。またイスラエル軍のピーター・ラーナー報道官は「（ハマースは）情勢沈静化を図る提案を繰り返し拒否した」と批判し、地上侵攻以外の選択肢がなくなったと述べた。また国連の要請に基づき、午前5時から5時間一時停戦した。
NBCは、先日イスラエル軍による子供4人の殺害を目撃したモハルディーン特派員をガザの取材から外したため、憶測を呼んだが、7月18日に復帰した。

### イスラエルの地上部隊侵攻

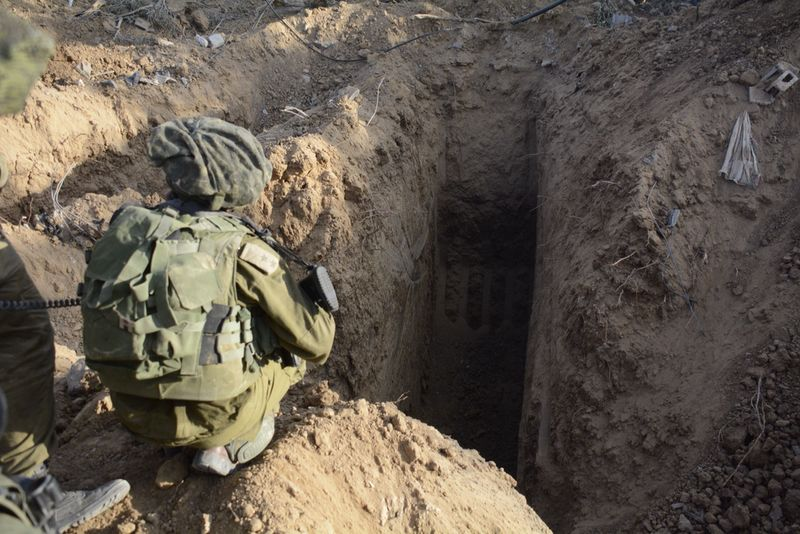
ガザのトンネルを見張るイスラエルの兵士

7月17日（日本時間7月18日）、イスラエルのネタニヤフ首相は地上部隊侵攻を命令した。侵攻は武装勢力の「テロ目的のトンネル」破壊が目的と発表した。また記者会見で、「地上戦を大幅に拡大する可能性に備えるよう指示した」と述べた。同日、イスラエルは地上部隊侵攻を開始した。

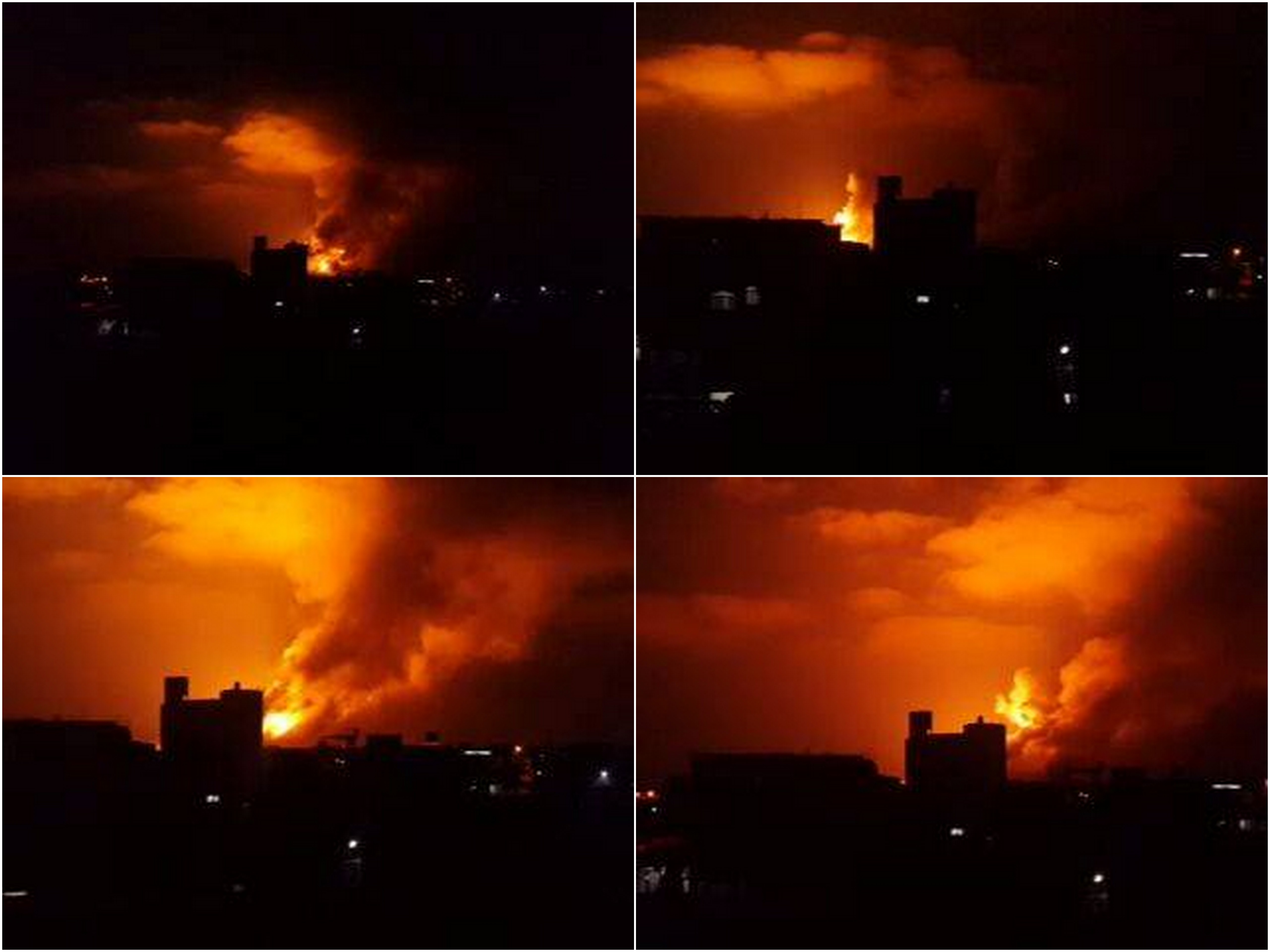
7月18日のガザ東部の様子

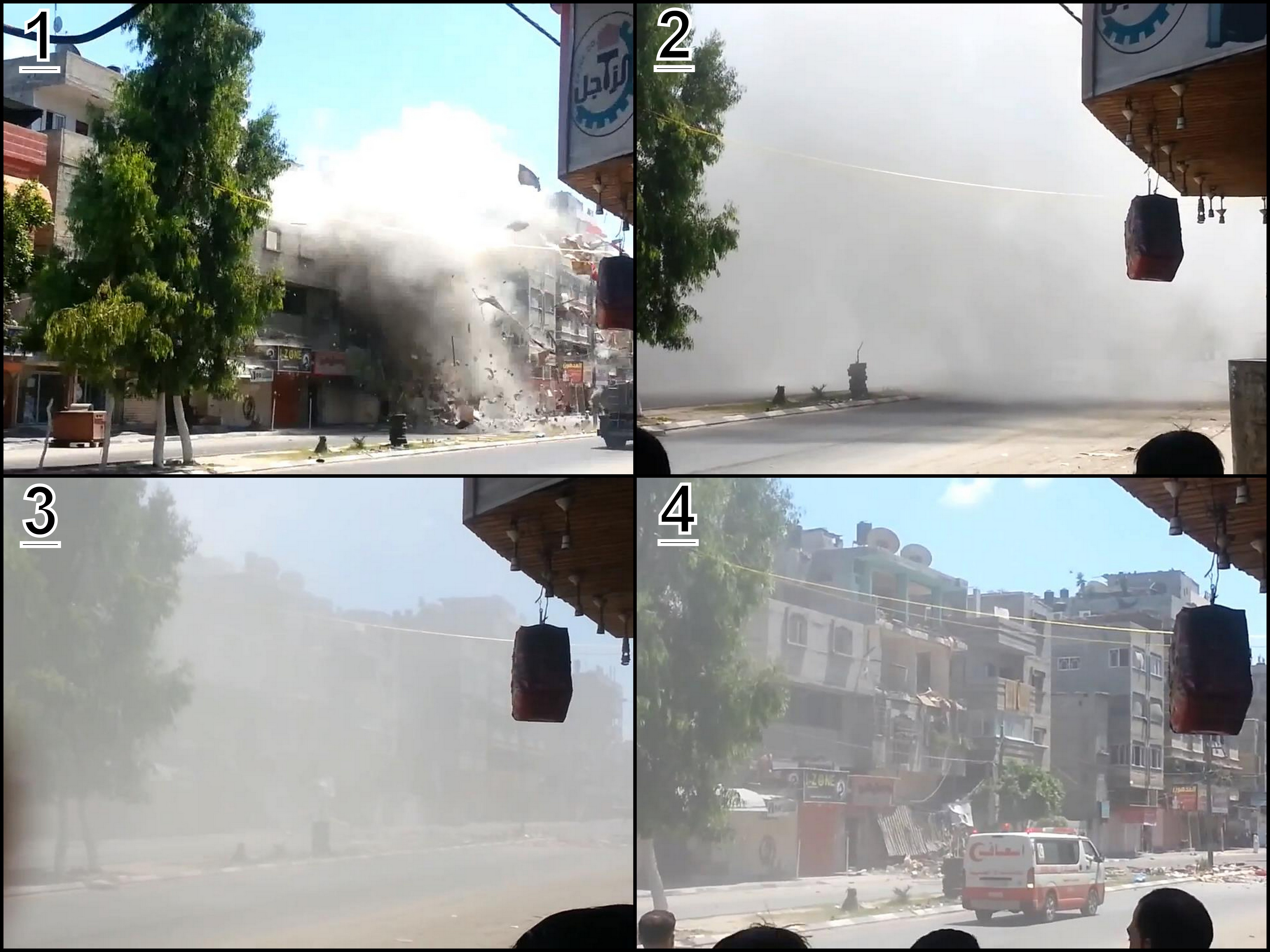
7月19日、ガザの空爆

7月18日までの一両日間にパレスチナ側は軍民あわせて34人、イスラエル側は兵士1人が死亡した。またイスラエル軍は、ハマースがイスラエルに侵入するために掘った地下トンネルを多数発見したと発表した。
ハマースのムシル・アリ・ムスリ報道官は地元メディアに「イスラエルは高い代償を払うことになるだろう。1メートルも進攻を許さない」と徹底抗戦の姿勢を示した。一方、カイロ訪問中のアッバース自治政府大統領は「さらなる流血をもたらし、過剰な攻撃を食い止める努力を難しくする」と話し、被害拡大に大きな懸念を示した。
7月19日、地上侵攻以来のパレスチナ側死者数は90人を超えた。ガザ侵攻開始後の死者は約330人、負傷者は約2400人以上。
7月20日、地上侵攻以来のパレスチナ側死者は180人を超えた。また、イスラエル軍は20日の戦闘で13人が戦死した。
同日、ハマースはイスラエル兵1人を拘束したと主張した。イスラエルのプロソール国連大使は「真実ではない」と反論した。
7月21日、ガザ侵攻開始後のパレスチナ側死者は約540人、負傷者は約3200人以上。大半は子供を含む非戦闘員であるという。また、ガザ政府当局者によると、病院を戦車で砲撃され4人、あるいは5人が殺害された。イスラエル側の死者は24人（民間人2人）。

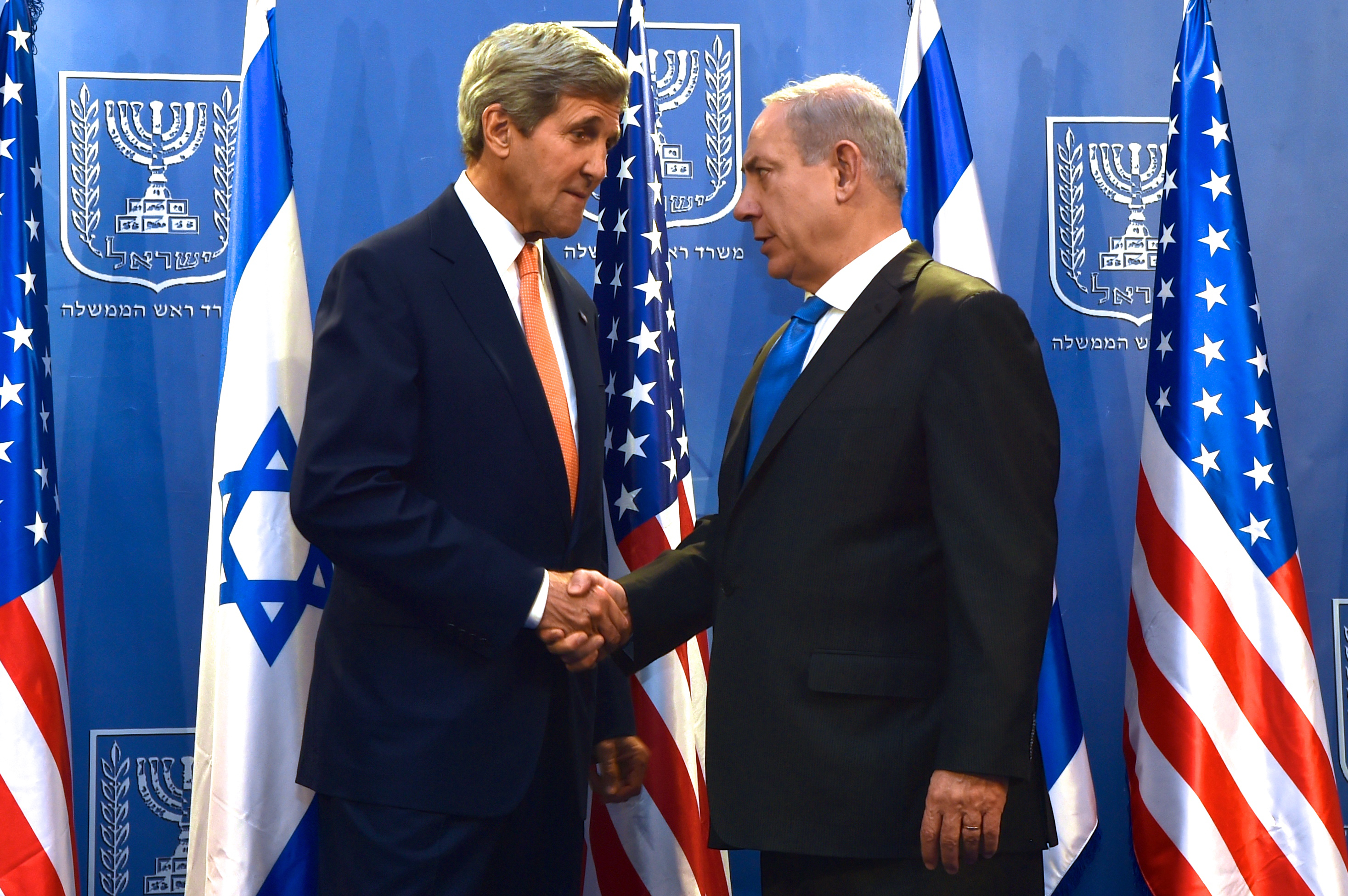
ケリー米国務長官と会談するネタニヤフ首相（2014年7月23日）

7月22日、潘国連事務総長、ケリー米国務長官が相次いで中東入りした。潘はイスラエルのネタニヤフ首相と、ケリーはエジプトのシーシー大統領らと会談した。ケリーはエジプトの停戦案に改めて支持を表明し、ハマースに受諾を促した。
7月23日、イスラエル軍はガザ地区唯一の発電所であるヌーサイラート市にある火力発電所を攻撃した。
同日、国連人権理事会でアラブ諸国によりイスラエル非難決議案が提出された。決議は賛成29、反対1、棄権17の賛成多数で可決された。反対はアメリカのみで、日本は棄権した。また、パレスチナ解放機構（PLO）はハマースの停戦案に支持を表明した。

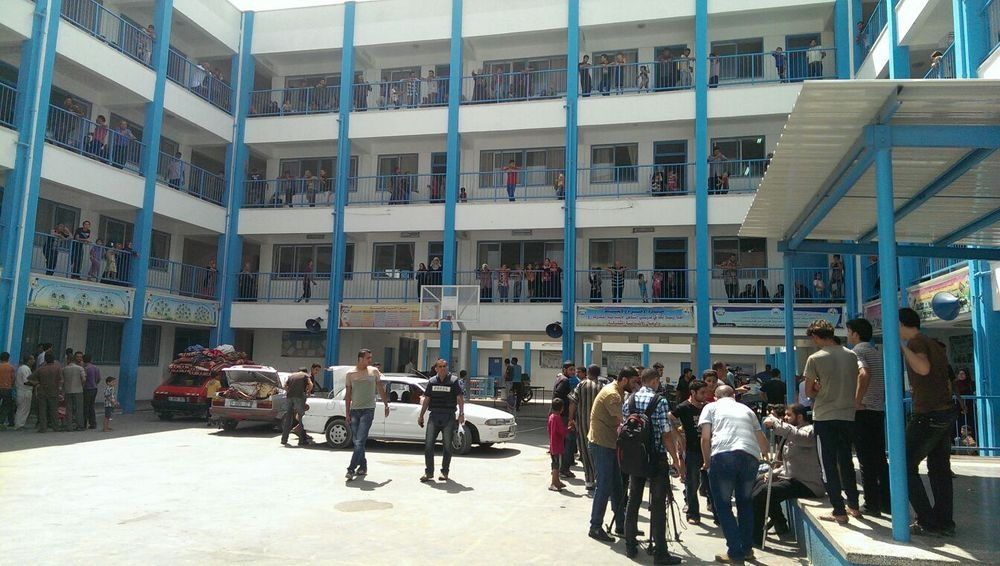
イスラエル軍の攻撃を避けるため、小学校に避難するガザの住人たち

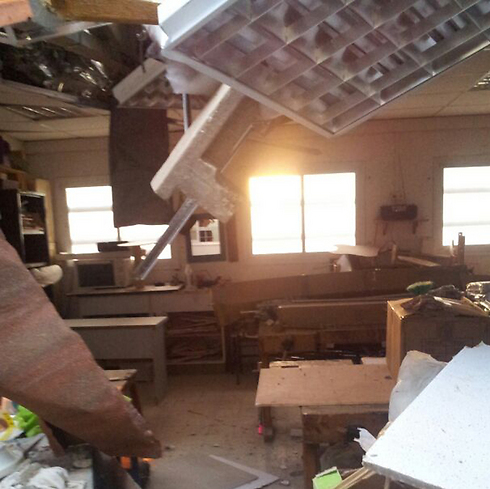
ハマスのロケット弾を受けたリション・レジオンの学校（2014年7月15日）

7月24日、ガザ侵攻開始後のパレスチナ側死者は710人を超えた。同日、ガザ住民の避難所となっている国連パレスチナ難民救済事業機関（UNRWA）の学校が戦車砲撃を受け、子供を含む16人が殺害された。イスラエル側死者は35人で、兵士32人、市民2人、タイ人労働者1人。
同日夜、ヨルダン川西岸地区のパレスチナ人ら約1万人が、パレスチナ自治区・ラマッラからエルサレムに向けてデモ行進した。カランディア検問所付近でデモ隊とイスラエル治安部隊が衝突し、治安部隊によってパレスチナ人2人が殺害された。
7月25日、イスラエルはケリー米国務長官の提示した1週間の停戦案を拒否した。イスラエルが侵攻の理由としている武装勢力側の地下トンネルに触れず、ハマースが要求するガザ地区封鎖緩和に配慮した内容なのに反発したからとされる。ケリー案は内々の提示だったが、イスラエル側が一方的にメディアに暴露した。イスラエル紙『ハアレツ』はケリー米国務長官の停戦案の内容をスクープし、強く非難する論説を載せた。
同日、ヨルダン川西岸地区でもパレスチナ人4人が殺害された。ナブルス郊外ではユダヤ人入植者によってパレスチナ人が殺害され、さらに抗議者がイスラエル軍に殺害された。また、医療関係者によると、ヘブロンの北方にあるイスラエル軍検問所でも2人が殺害された。
7月26日、ガザ侵攻開始後のパレスチナ側死者は1000人以上、負傷者は6000人以上に達した。また、午前8時より両者は12時間の停戦に入り、イスラエル政府は国連の要請に応じる形でさらに4時間延長した。人道目的の一時停戦で、この間に多くの遺体が発見された。ハマースは停戦延長を拒否した。
また、ヨルダン川西岸地区で、引き続きパレスチナ人デモ隊とイスラエル治安部隊の衝突があった。パレスチナ人は前日とあわせ8人が殺害された。
7月27日午前、ガザ地区からのロケット弾攻撃を受け、イスラエル国防軍はガザ地区への攻撃を再開した。
ケリー米国務長官の停戦案について、イスラエルのリブニ法相は「地域の過激派を強化させる」とケリーに主張し、パレスチナ自治政府（主流派ファタハ）政府関係者も「エジプトの仲介を破棄した」とケリーを非難した。米国のコラムニスト、チャールズ・クラウトハマーは「ケリー氏はハマスの戦争犯罪を正当化したことになる」と主張し、強く非難した

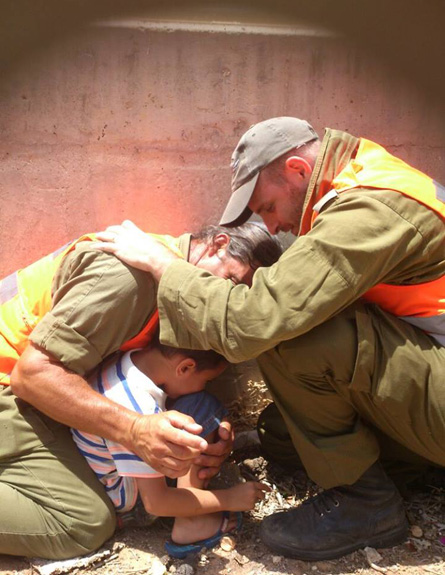
4歳の男児を庇うイスラエル兵

7月28日、ガザ市の難民キャンプで爆発があり、子供8人を含む10人が殺害された。ガザの病院当局者はイスラエル軍による空襲と述べたが、フランス公共ラジオは、イスラエル軍見解として、ハマースのロケット弾が誤ってキャンプと病院を直撃したと伝えた。イスラエル国防軍のラーナー報道官は、「パレスチナ武装団体のロケット砲弾が飛んで行ったもの」と主張した。また、イスラエルの病院当局者によると、ガザから発射された迫撃砲弾により4人が殺害された。イスラエル南部スデロットの広報担当、ノーム・ベデインは、ガザ地区武装勢力の攻撃を「避難サイレンが鳴ると15秒以内にシェルターに駆け込まないといけない。毎晩、片目を開けて寝ているような状態です」と非難した。同市住民の約半数はイスラエル北部に避難している。
イスラエルのネタニヤフ首相は、国民向けのテレビ演説で作戦は「（ハマースの）地下トンネルを破壊するまで終わらない」と述べ、停戦調停でも譲歩しないことを表明した。その上で国民には「軍事作戦の長期化」に対する覚悟を求めた。ネタニヤフ首相、ヤアロン国防相はトンネル破壊完了をもって作戦終了を主張したが、リーベルマン外相などは地上戦の拡大・継続を主張しているという。またネタニヤフ首相は、根本的解決にはガザの「非武装化」が必要と主張した。
ハマースのマシャアル政治局長は、カタールでアメリカ・PBSのインタビューに応じ、この日放映された。マシャアルは「私はキリスト教徒、アラビア人、非アラビア人、ユダヤ人と共存する準備はできている。しかし、私は占領者とは共存できない」と述べた。その上で、イスラエルによるガザ地区封鎖の解除と、ガザ地区およびヨルダン川西岸地区からの完全撤退が必要と主張した。また、「ハマースは力で西岸とガザ地区からイスラエル人を追放できると確信している」と述べた。
同日、国連安保理は即時かつ無条件の人道停戦を呼び掛ける議長声明を発表した。
国連人道問題調整事務所（OCHA）によると、イスラエル軍はガザ地区のイスラエル国境側3kmを「緩衝地帯」に宣言して退避勧告している。「緩衝地帯」残留者は攻撃されるリスクがあると主張している。「緩衝地帯」の面積はガザ地区の44%を占める。
7月29日、イスラエル軍はガザ地区を激しく攻撃し、この日だけでパレスチナ側の死者は100人を超えた。ガザ侵攻からの累計で死者1300人超、負傷者7000人以上になった。イスラエル側の死者は、侵攻からの累計で56人。

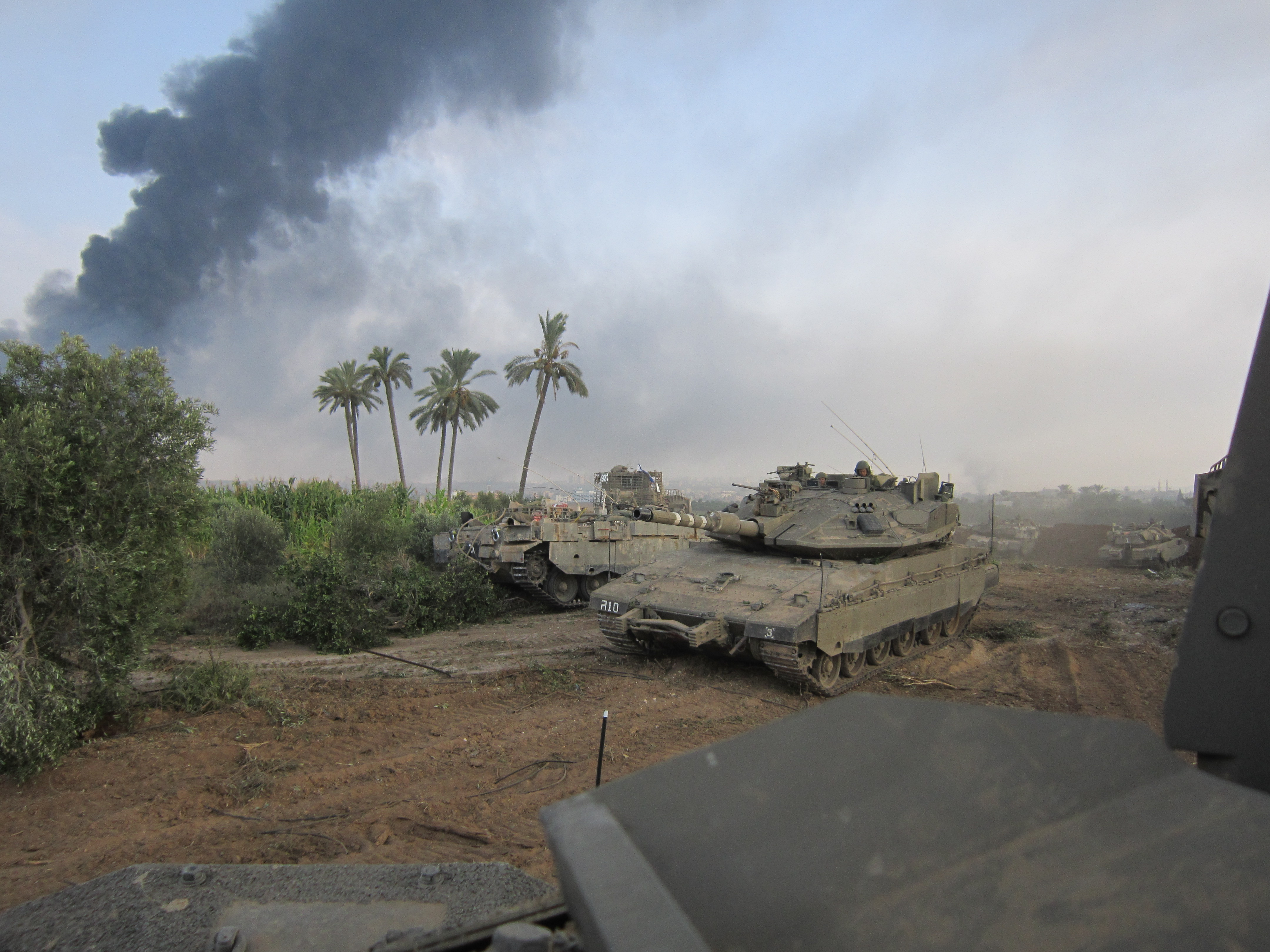
進軍するイスラエル国防軍のメルカバ戦車や装甲車の車列（2014年7月27日）

イスラエル軍は、ガザ地区唯一の火力発電所を完全に破壊し、ハマース幹部であるハニーヤの自宅、ガザ政府財務省、ハマース放送局のアルアクサTVとアルアクサ・ラジオ本部など、70箇所以上を空襲した。また国連パレスチナ難民救済事業機関が避難所として開放している学校が攻撃され、少なくとも19人が殺害された。
UNICEFによると、同日現在で国連パレスチナ難民救済事業機関の学校に避難している人は、20万337名（85カ所）にのぼる。イスラエル軍の攻撃により、「ガザ地区の水と衛生施設に壊滅的な影響。ガザ地区の全住民が電力、水と衛生サービスがほぼ使えない」。7月27日に上下水道復旧の技術者1名がイスラエル軍の攻撃で殺害、1名が負傷したことについて、復旧への妨害であるとして非難した。また、多くの井戸はイスラエル側が設けた「3kmに及ぶ立ち入り禁止地区内にあり、事前の調整なしにアクセスができない状況」であると指摘している。
イスラエル首相府のレゲブ報道官は、NHKのインタビューに応え「ハマスは受け入れにあたってあまりにも多くの前提条件を出してきており、これでは合意は不可能だ」と主張した。また、ハマースの要求する経済制裁の解除について、「ガザからの攻撃がなければもちろん解除できる」と述べ、実現のためにはガザ地区の非武装化が必要だという考えを示した。
7月30日、共同通信によると、イスラエル高官の発言として、ガザからイスラエルにつながる地下トンネルを全て破壊するまで「あと数日だ」と報じた。またガザ政府保健省によると、避難所になっている国連運営のアブ・フセイン学校がイスラエル軍の攻撃に遭い、20人が殺害された。
国境なき医師団（MSF）は、7月28日のガザ地区シファ病院へのイスラエル軍の攻撃に「強く非難する」声明を出した。また、「約2000人が身を寄せる病院へ爆撃があったことは、ガザ地区の民間人には安全な場所はなく、緊急援助の提供も難しいという現実を示している」と指摘した。また、ガザ地区には15の保健医療施設があるが、業務を継続しているのは4ヵ所だけだという。
7月31日、ガザ侵攻以来のパレスチナ側死者は1430人を超え、負傷者は8000人に達した。この時点で、イスラエルとハマースなどの紛争としては、過去最大だった2008年 - 2009年のガザ侵攻での死者数（1419人）を上回った。
イスラエルのネタニヤフ首相は、「イスラエル軍が重要任務を完了できないような提案には同意しない」と停戦拒否を表明した。また、トンネルの破壊はガザの非武装化の第一歩だとして、「停戦しようがしまいが、任務を完了する」と主張した。イスラエル国防軍は、追加で1万6千人の予備役を召集することを決めた。
同日、ケリー米国務長官と国連の潘基文事務総長によると、イスラエルとハマースは72時間の「人道的停戦」で合意した。8月1日午前8時より発効する。イスラエル軍はガザ地区駐留を続ける見込み。またケリーによると、エジプトの外相がカイロで「真剣な」交渉を実施するため当事者を招き、米国側からも協議に代表団を派遣する計画であるという。
8月1日、72時間の停戦が発効した。

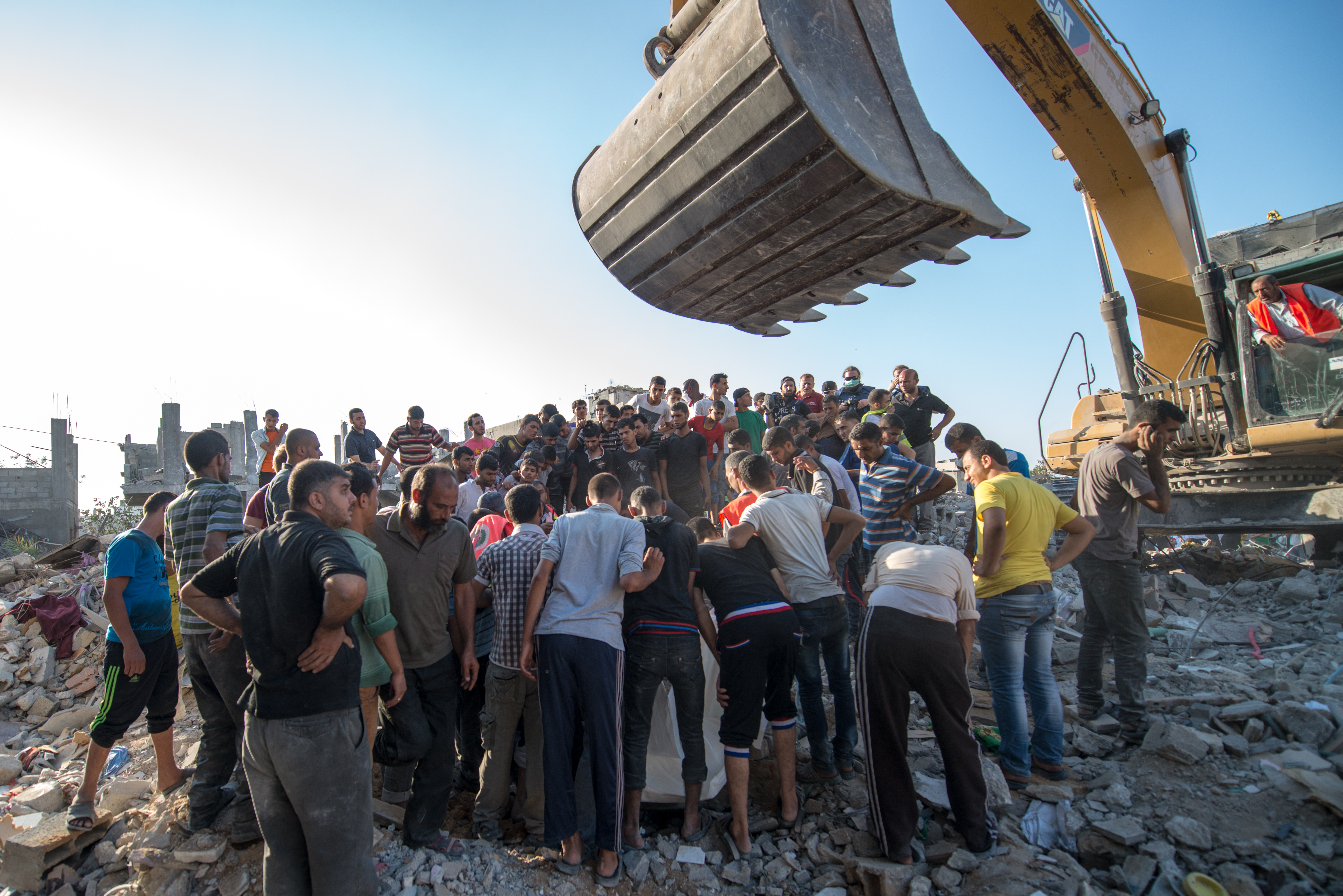
72時間の停戦の間に、死者を掘り出そうと重機を持ち出すガザ北部ベイトハヌーンの人々

しかし午前10時頃にガザ南部ラファ近郊でイスラエル軍と武装勢力の戦闘があり、武装勢力側5人が戦死した。また、ガザ地区の病院関係者によると、この攻撃で約40人が殺害された。停戦は約2時間で崩壊し、ガザ侵攻以来のパレスチナ側死者は1600人に達した。また、イスラエル軍は兵士2人が戦死、1人が誘拐された可能性があると発表した。
イスラエルとハマースは、互いに相手の違約を主張して非難しあった。アメリカは「（ハマースの）野蛮な攻撃」、潘国連事務総長は「ハマスの停戦違反を最も強い言葉で非難する」と声明を出し、いずれもイスラエルの主張を支持し、ハマースを強く非難した。
イスラエルはハマースに中尉ハダル・ゴルディンが捕えられたことを受けて、ハンニバル指令を発令し、ラファ地区に無差別攻撃を行った。 1人のイスラエル兵の捕虜化を阻止するために行われた軍事作戦で、3時間のうちにパレスチナ人の民間人135〜200人が殺害され、そのうち75人が子供であった。イスラエルのハアレツ紙は、これが当時「ハンニバル指令の最も破壊的な適用」であったと報じた。
8月2日、イスラエル軍は地下トンネルの破壊がほぼ完了したとして、ガザ地区住民に帰還を呼びかけた。一方で行方不明とされる兵士捜索を本格化させた。
イスラエル主要メディアは、政府高官の話として、イスラエル政府は停戦交渉の代表団をカイロに派遣しないと一斉に報じた。
8月3日、ロイター通信によると、国連パレスチナ難民救済事業機関が運営する学校付近が攻撃を受け、少なくとも10人が殺害された。土井敏邦によると、無人戦闘機による砲撃で、子供8人、国連パレスチナ難民救済事業機関スタッフ2人が殺害された。潘国連事務総長はこの攻撃を「犯罪行為だ」と強く非難し、国際人道法に違反した者が責任を負う必要があると述べた。
イスラエルメディアによると、イスラエル軍は地上部隊の大部分をガザとイスラエルの境界付近まで撤退させた。地上作戦の主要目的だった地下トンネルの破壊がほぼ完了したためという。一方で、ロイター通信によるとイスラエル軍報道官は撤退を否定している。
同日、イスラエル軍報道官は、8月1日に誘拐された、あるいは行方不明としていた兵士はガザの戦闘で死亡していたと発表した。
8月4日、イスラエル軍は、午前10時より7時間の人道目的の停戦に入ったと発表した。これはイスラエルの一方的な停戦である。しかし南部ラファ地域は除くとした。その数分後、ガザ市のパレスチナ難民キャンプを空襲し、子供1人を殺害、30人あまりを負傷させた。イスラエル軍は、この空襲について「調査中」とした。ハマースのアブズフリ報道官は同日、「（休戦は）虐殺から注目をそらさせるためだ」として、無視する考えを示した。
その後、エジプトの仲介で、イスラエルとハマースは、改めて5日午前8時より72時間の停戦に入ることで合意した。
同日、携帯電話（スマートフォン）向けに、イスラエル軍によるガザ空襲をゲーム化したアプリに抗議が殺到し、Google Playから削除された。Google Playには、他にもガザ侵攻を題材にしたアプリが複数公開されているという。
8月5日、8時から72時間の停戦が発効した。ハマース幹部のハニーヤは「敵はガザから撤退を余儀なくされた」との声明を発表。イスラエルのネタニヤフ首相も「ハマスに打撃を与えた」と述べ、双方が「勝利宣言」をした。イスラエル軍報道官は、地上部隊を全て撤退させ、ハマースの地下トンネルを全て破壊したと述べた。
ハマースらはガザ地区への経済制裁の解除を要求しているが、イスラエルはガザ地区側の武装解除を要求しており、かえって要求を強めている。イスラエルはハマースとの直接交渉に応じていないため、エジプトの仲介で間接的に交渉が行われている（パレスチナ側はファタハ、ハマース、イスラーム聖戦などの統一代表団）。パレスチナ側はガザの封鎖解除、ガザ空港と港の再開など従前通り10項目を要求しているが、エジプト政府系紙アハラム（電子版）によると、イスラエルは、空港と港の再開など3項目を拒否したという。
国連人道問題調整事務所は声明で、「ガザ地区での紛争は過去最悪に拡大している」「7月29日の（イスラエルによる）発電所破壊以来、停電は1日最長22時間に達している。これは水と衛生、健康に壊滅的影響を与えている」「イスラエルの地上作戦開始後、民間人の犠牲者、とりわけ女性と子供が深刻な事態に陥っている」などとガザ地区の危機を指摘した。

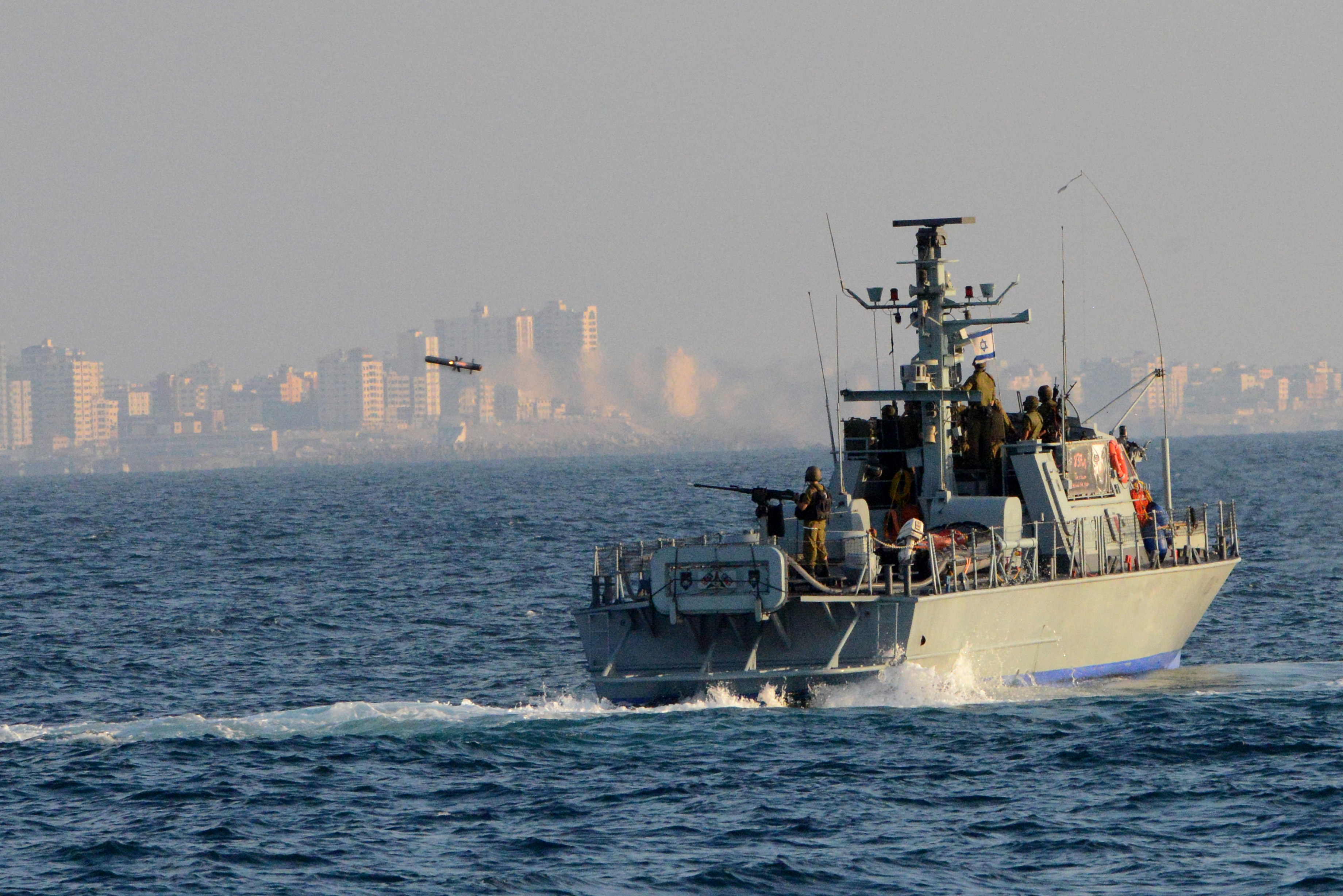
ガザ地区にミサイルを撃ちこむイスラエル海軍

8月6日、ガザ侵攻以来のパレスチナ側死者は1875人、負傷者は9567人に達した。また、イスラエル軍は召集していた予備役約8万人のうち、約3万人の任務を解除した。
8月7日、ハマースはガザ境界封鎖解除などの条件が認められない場合、攻撃を再開すると宣言した。またカイロで交渉中のパレスチナ交渉団関係者は、交渉は難航しており「停戦延長は拒否されそうだ」と見通しを示した。イスラエルはガザ地区の武装勢力側の武装解除を強硬に要求している。また、イスラエルのシュタイニッツ情報相は、「真剣な」話し合いが行われているとしながらも、ハマースがロケット弾などでの攻撃を再開すれば、イスラエル側も作戦を再開すると付け加えた。同情報相は「今回はわれわれはガザ全体の占領を検討せざるを得なくなるだろう」と述べた。
8月8日、停戦の期限が来たが、交渉はまとまらなかった。イスラエル軍によると、期限切れ3時間前にガザ地区から2発のロケット弾攻撃があり、同日中に少なくとも57発の攻撃があった。一方、ハマースの報道官はエジプトで交渉を続けると発表した。また、ハマースはロケット弾発射を否定した。イスラエルも攻撃を再開し、ネタニヤフ首相は「強力な反撃」を軍に指示した。。ガザへの攻撃は50ヵ所に上ったという。
この日の攻撃で、パレスチナ側の死者は5人。また、ヨルダン川西岸地区のイスラエル占領地でも、イスラエル治安部隊とパレスチナ人のデモ隊とが衝突し、パレスチナ人1人が殺害された。
8月11日、0時1分より再び72時間の停戦に入った。
8月13日、イスラエルとハマースなどパレスチナ側は、停戦の5日間延長に合意した。しかし同日夜、パレスチナ武装勢力側のロケット弾と、イスラエル国防軍による空襲の応酬があった。
8月18日、イスラエルとハマースなどパレスチナ側は、停戦の24時間延長に同意した。
8月19日、イスラエル軍のラーナー報道官によると、ガザ地区からロケット弾攻撃があったと発表した。ネタニヤフ首相は報復を指示し、また空襲が再開された。さらに、ネタニヤフ首相はエジプトから交渉団の引き上げを指示した。この日のイスラエル国防軍による攻撃で、子供を含む2人が殺害された。カッサーム旅団トップのムハンマド・ディーフの自宅を攻撃し、妻子が殺害されたという。一方、パレスチナの武装勢力側は、テルアビブ方面などをロケット弾で攻撃した。
8月20日、パレスチナの交渉団長は、協議は失敗したと述べた。
8月21日、イスラエル軍は、ハマース軍事部門のカッサーム旅団幹部3人を殺害したと発表した。
8月22日、イスラエル側で初めて子供1人が殺害された。
ハマースは、イスラエル内通の被疑で18人を処刑した。
8月23日、パレスチナ自治政府のアッバース大統領はエジプトのシーシー大統領と会談し、イスラエルとハマースの双方を再びエジプトに招き、交渉を後押しする方針を確認した。アッバースは記者会見で、「（ハマースとイスラエルは）速やかに停戦交渉を再開するべきだ」と述べた。
8月24日、この日の攻撃で、パレスチナ側は少なくとも16人（子供3人とその母含む）が殺害された。イスラエル軍は、標的はハマースの金融取引を統括していた人物で、「命中を確認した」と発表した。ガザ地区では、19日に停戦が破られて以来の死者は92人に達し、侵攻開始からの死者は2100人を超えた。この日、イスラエル側は民間人4人が負傷した。
8月26日、イスラエルとハマース他パレスチナ側は、無期限停戦で合意した。また、エジプト外務省は、イスラエルがガザへの人道支援物資や復興資材の搬入を認めたと声明を出した。
合意の主な内容は、
1. 双方の攻撃停止
2. 人道支援のためのイスラエル・ガザ境界の開放（従来のケレム・シャロームとエレツの2検問所に加え、3ヵ所での出入りを認める[254]）
3. ガザの漁業領域を海岸から6カイリ（約11キロ）まで復活する、など。

他の問題については、１カ月以内にイスラエルとパレスチナの交渉団が改めて間接交渉を始めるという。また、イスラエルは暗殺の停止にも合意したという。

### 停戦合意後
8月27日、イスラエルとハマースの双方が「勝利宣言」を行った。
8月31日、イスラエル民政局は、パレスチナ自治区であるグッシュ・エツィオン入植地（ベツレヘムとヘブロンの間に位置）とエルサレムの間に位置する約4000ドゥナム（約4平方キロ）を勝手にイスラエル国有地と宣言した。土地を没収されるパレスチナ人に対しては、45日間の異議申立期間を認めるとしている。同民政局は、イスラエル人3少年殺人事件に対する「政治的な決定の一部」と発表した。事実上の報復措置とみられる。
9月1日、国連の潘基文事務総長、イギリスのフィリップ・ハモンド外相は相次いで非難声明を出した。また、9月2日にはアメリカはジェン・サキ報道官名で「深刻な懸念」を表明。日本も佐藤地外務報道官名で「強い遺憾の意」を表明した。
9月7日、パレスチナのアッバース自治政府大統領は、ハマースがガザ地区で引き続き「影の政府」を作っていると非難し、状況が改善されなければ連立を破棄すると主張した。また、（内通者などの）裁判なしでの処刑も批判した。ハマース広報は、アッバースの発言を不当と反論した。
9月9日、エジプトのシュクリ外相はイスラエル軍の攻撃で荒廃したパレスチナ自治区ガザ復興のため、支援国会合を10月12日にカイロで開催すると表明した。同日、国連とパレスチナ自治政府は家屋やインフラの破壊で苦しむガザ住民の生活再建のため、国際社会に5億5100万ドル（約580億円）の拠出を求める声明を出した。
9月11日、ハマースのマシャアル代表は、「影の政府」の存在を否定し、「ガザで機能するよう挙国一致内閣を歓迎する」と述べた。
9月16日、イスラエル軍によると、ガザ地区の武装勢力より迫撃砲弾による攻撃があった。ハマースのアブズフリ報道官は攻撃を否定しており、どの武装勢力による攻撃かは明らかにされていない。
同日、国際連合は、イスラエルとパレスチナ自治政府が、国連の監視の下にガザに建築資材を搬入することに合意したと発表した。
9月23日、イスラエルとパレスチナはカイロで協議し、本格停戦に向けた交渉を10月最終週に再開することで合意した。
9月25日、国際原子力機関（IAEA）総会で、イスラエルに核拡散防止条約（NPT）加盟などを求める決議案が賛成45、反対58の反対多数で否決された。アラブ諸国、ロシア、中国などが賛成、アメリカ始め欧米諸国、日本などが反対した。
10月9日、パレスチナ自治政府のハムダッラー首相らがガザ地区入りし、閣議を開いた。暫定統一政府によるガザ地区統治をアピールする狙いと報じられた。
10月27日、イスラエルのネタニヤフ首相は、東エルサレムの入植地ハルホマなどに住宅約1060戸の建設計画を進めることを承認した。また、ヨルダン川西岸の入植地で、新しい道路の建設などインフラ計画を進めることを認めた。パレスチナ自治政府のハムダッラー首相は、「東エルサレムを首都としないパレスチナ国家などありえない」と反発した。
10月29日、エルサレムでユダヤ人右翼活動家が、パレスチナ人に銃撃され重傷を負った。
10月30日、スウェーデンがパレスチナを国家承認した。イスラエルは対応を協議するため、駐スウェーデン大使を本国に召還した。
同日、イスラエル警察は29日にユダヤ人を襲撃したパレスチナ人の東エルサレムにある自宅を包囲し、銃撃戦の末殺害した。これに抗議する近隣のパレスチナ人住民との衝突があり、イスラエル警察は東エルサレムにあるイスラム教聖地ハラム・シャリーフ（イスラエル側呼称「神殿の丘」）を一時、約14年ぶりに完全閉鎖した。
10月31日、イスラエル軍広報によると、ガザ地区の武装勢力よりロケット弾攻撃の着弾があった。
11月2日、イスラエルはガザ地区に通じる全検問所の封鎖を発表した。ガザ地区より行われた、ロケット弾攻撃への対抗措置としている。「必要な人道支援」搬入は従来通り認めるという。
11月5日、エルサレムの路面電車の駅付近で、パレスチナ人が車で人をはね、1人殺害、13人を負傷させ、イスラエル警察に射殺された。警察はテロ事件とみており、ハマースは犯行声明を出した。
11月7日、ガザ地区のファタハ高官の家、10日に予定されているアラファト前自治政府大統領追悼会場など、少なくとも10ヶ所で爆発が起きた。ファタハは、犯行はハマースに責任があると主張した。
11月9日、ファタハはアラファト前自治政府大統領追悼行事を中止すると発表した。また、ハマースの出した爆発事件への非難声明を、「見え透いた嘘」と一蹴した。
11月12日、イスラエルは国連人権理事会・独立調査委員会の調査団入国を拒否した。イスラエルは「国連人権理事会が歴史的にイスラエルに対する敵意を持っており、イスラエルを有罪とする結論ありきの調査だ」と主張した。

## 国際社会の対応

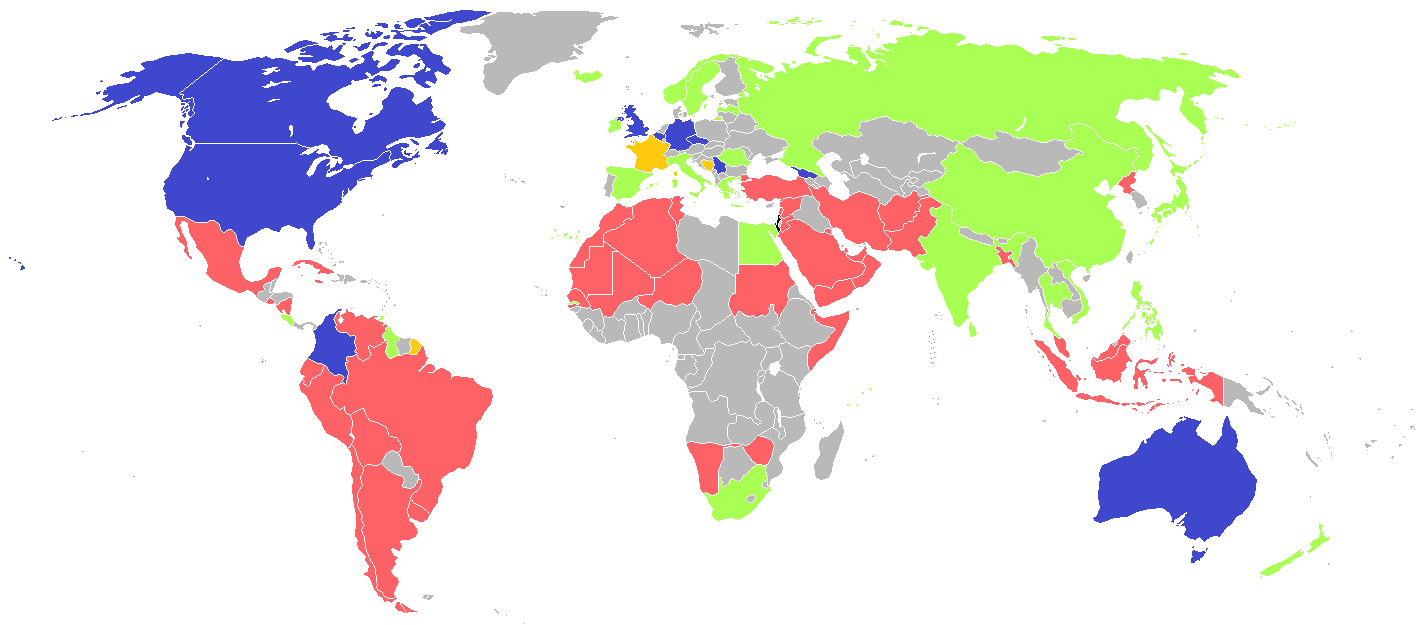
当事国（イスラエル及びパレスチナ）
イスラエルの軍事作戦を批判している国
イスラエルの軍事作戦を支持、あるいは容認している国
双方の軍事行動を批判、即時の停戦を求めている国
様々な意見を持ち、代表的な主張が不明な国、あるいは公式な声明が無い国

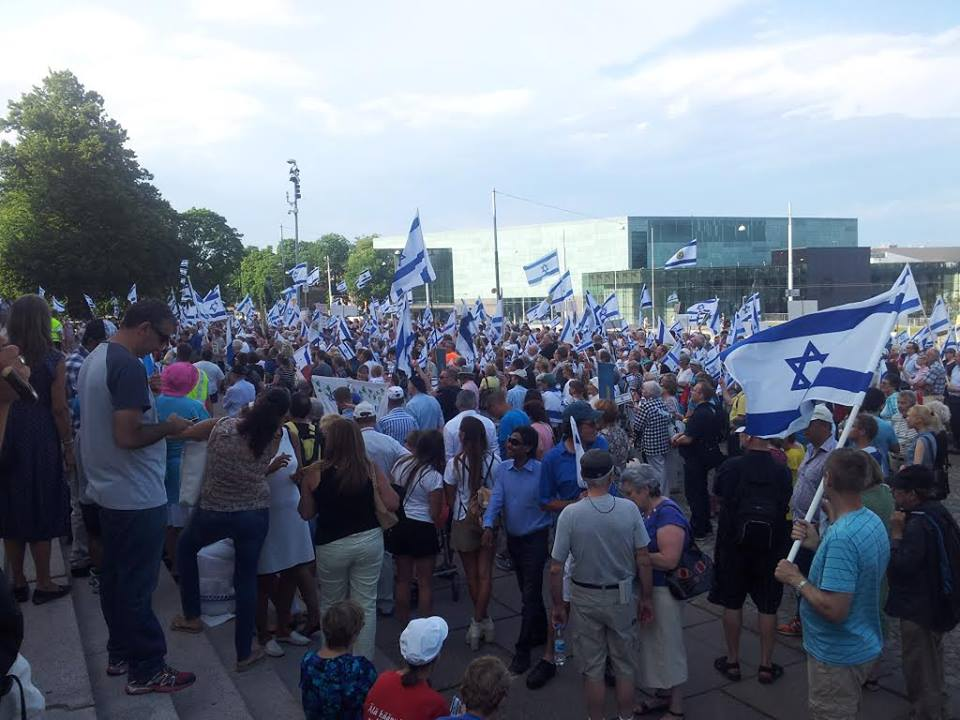
イスラエル支持を訴えるデモ（フィンランド、ヘルシンキ）

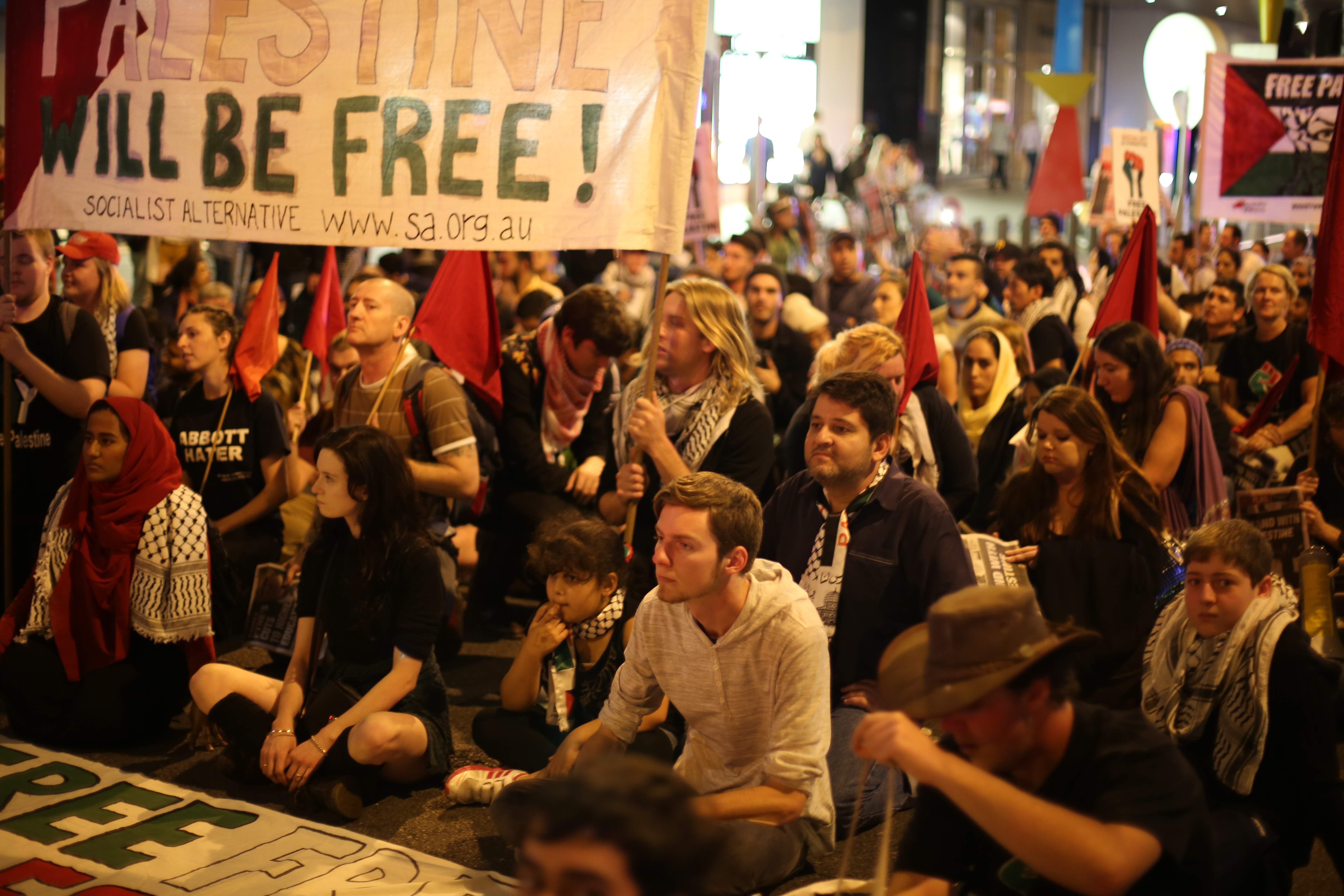
パレスチナ支持を掲げる抗議デモ（2014年8月1日、オーストラリア）

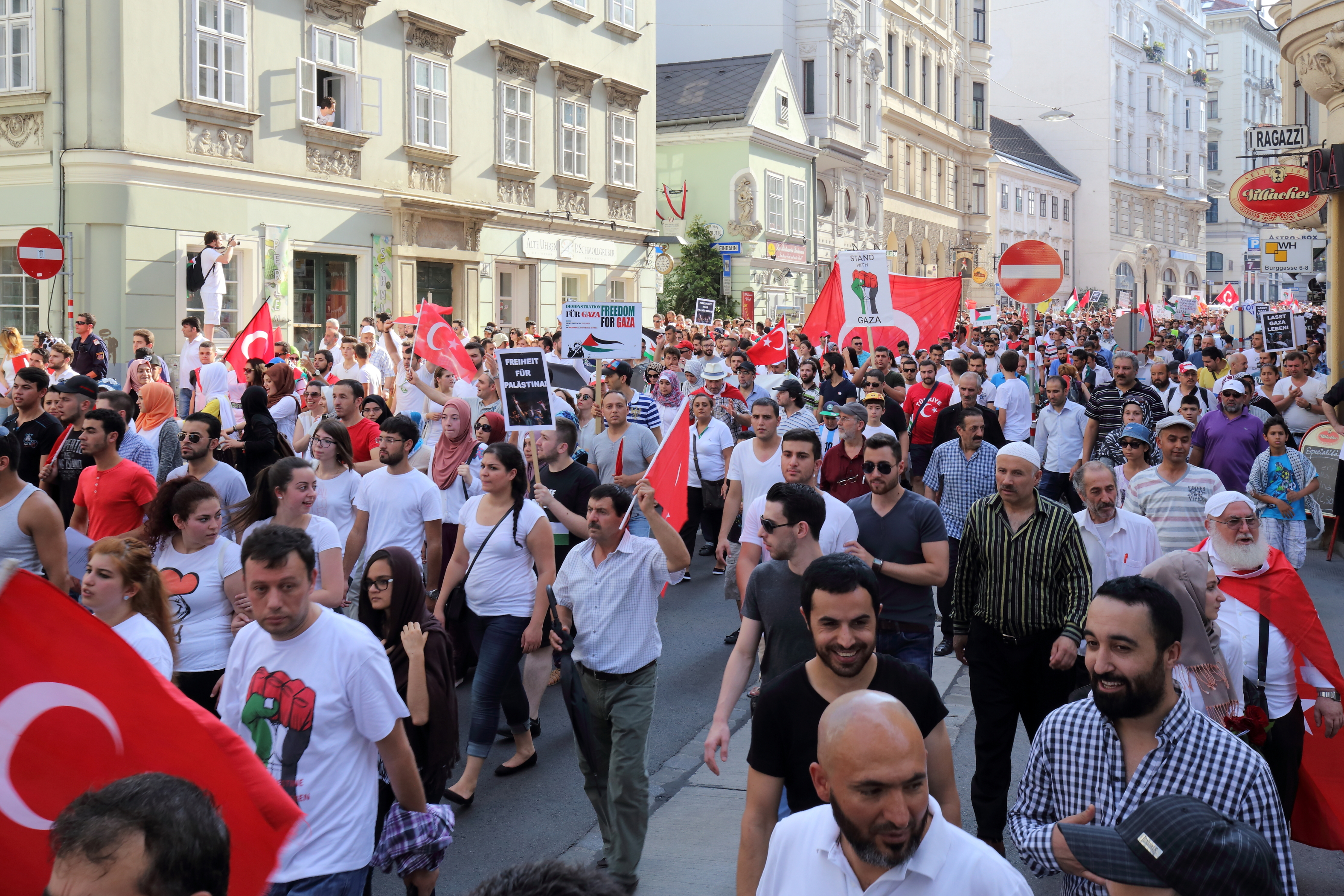
イスラエルを批判するデモを行うトルコ人移民（2014年7月20日、オーストリア、ウィーン）

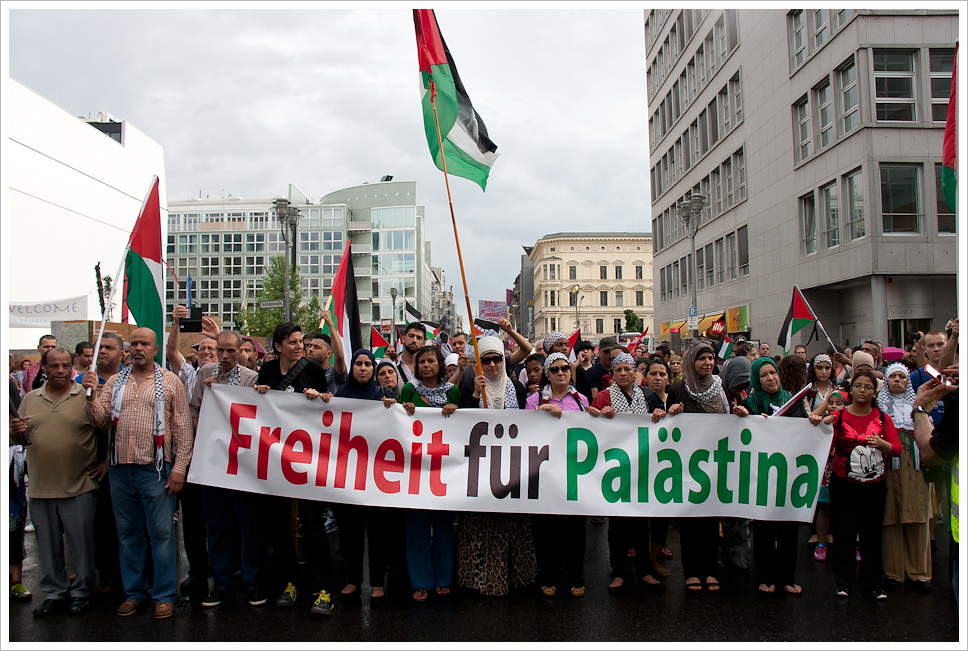
イスラエル抗議デモ（2014年8月9日、ドイツ、ベルリン）

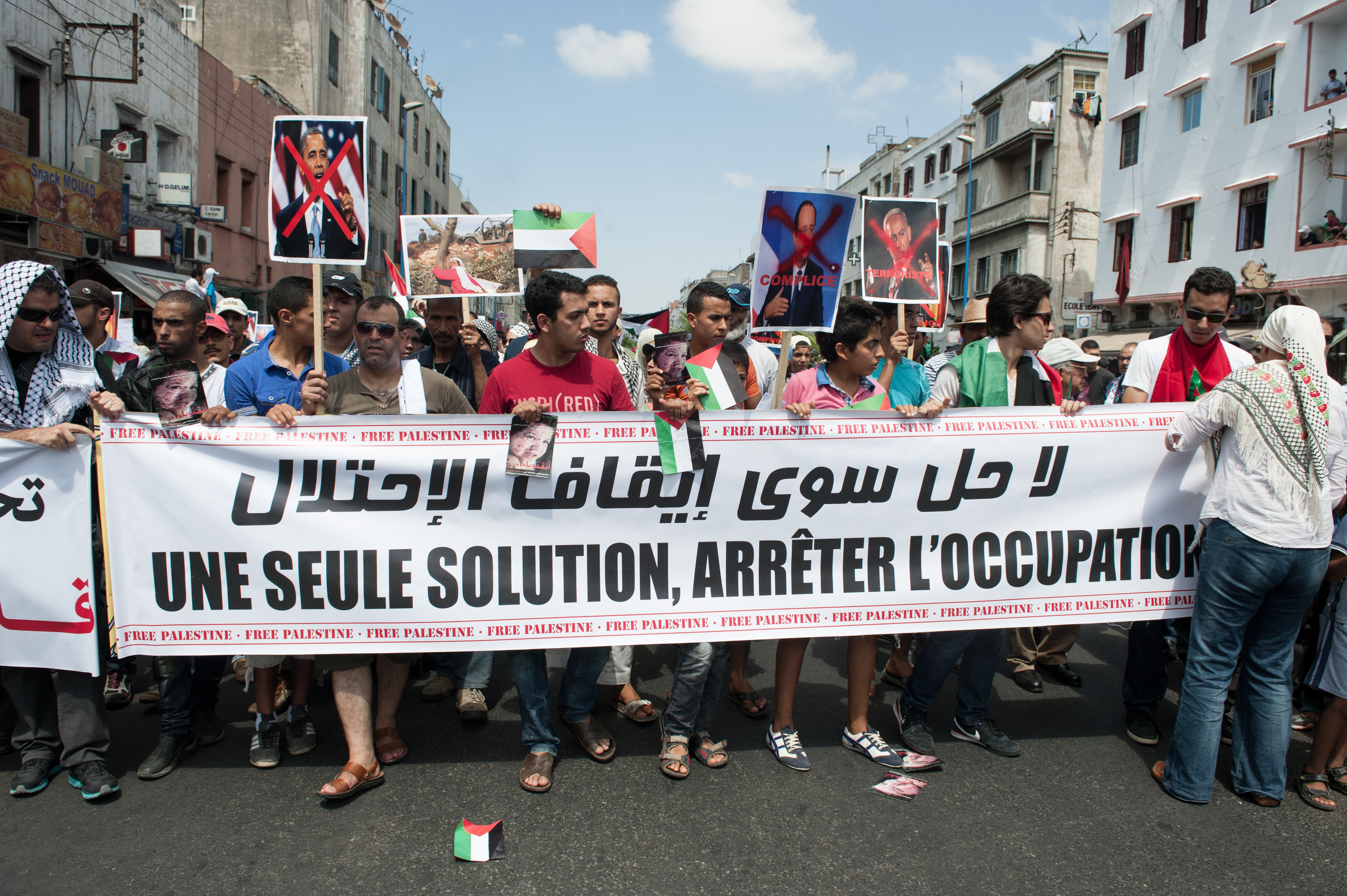
イスラエル抗議デモ（2014年7月27日、モロッコ、カサブランカ）

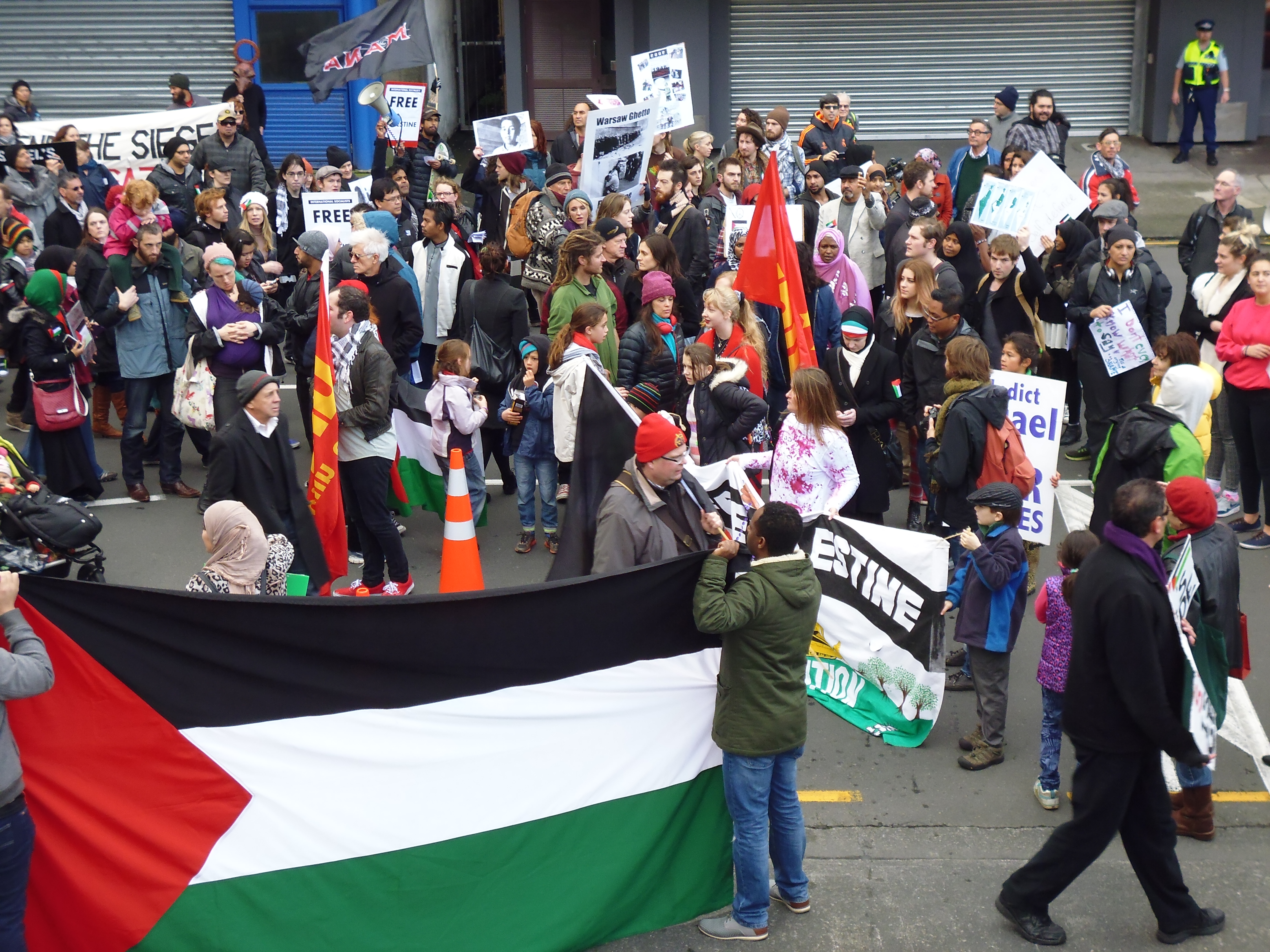
パレスチナの旗を掲げて行進する人々（ニュージーランド、ウェリントン）

### 当事国（イスラエル、パレスチナ）
イスラエル世論は、多数派のユダヤ人は大半がガザ侵攻を支持している。アラビア系（本人はパレスチナ人と称する）イスラエル人のハニーン・ゾアビ議員は、イスラエル人3人の殺人事件について、「犯人はテロリストではない」と主張し、犯人については判断を留保した。クネセトはゾアビを懲罰に掛け、倫理委員会で登院停止6ヶ月の処分が可決された。また、クネセトチャンネルの世論調査によると、イスラエルのユダヤ人の89%がゾアビの市民権剥奪に賛成した。
『エルサレム・ポスト』によると、テルアビブ大学イスラエル民主主義研究所は月例調査（7月14日、7月16日 - 7月17日、7月23日の三度に分けて実施）で、イスラエル軍の攻撃について問うた。それによると、ユダヤ系イスラエル人の回答者は、攻撃を「過剰」とした者は3.8%に留まった。攻撃を「適切」とした者は日時によって違うが37～60%、「不十分」とした者は同じく33～57%で、全体の約95%が「境界防衛作戦」支持で一致したという。またArutz Shevaによると、「イスラエルはハマース政権を打倒しようとすべきか」とするネットアンケートに、1937票中94.7%が賛成、反対は5.2%だった。また、7月27日発表のあるテレビ局の世論調査によると、87%が戦闘継続を求め、停戦支持は7%だった。
8月27日、ネタニヤフ首相は勝利を強調したが、一連の軍事作戦で確かな成果が得られなかったことから、チャンネル10の世論調査で8月はじめには69%あった支持率は55%に急落した。
一方、パレスチナのガザ地区住民は、ハマースに賛否は分かれている。しかし、ハマースの支持率が上昇した世論調査もある。それによると、「ハマースが勝った」と認識する住民は79%を占めたという。また、ロケット弾攻撃への支持率は約90%にのぼったという。一方、和平仲介を続けるアッバース自治政府大統領への支持率も54%と、不支持の38%を上回った。

### 日本
イスラエル人少年殺人事件、パレスチナ人少年殺人事件から、一貫して双方に「最大限の自制」を求める立場を取っている。一方で、イスラエルに対しては2014年5月12日には安倍晋三首相とネタニヤフ首相が会談し、経済・防衛・観光など多方面にわたって相互協力を約束した共同声明を出した。ただし、入植地については、「国際社会が行っている努力に明らかに逆行するもの」と指摘し、明確に中止を求めている。
また、イスラエルのガザ空爆による犠牲を「遺憾」とした。
7月14日、外務省は渡航情報でガザ地区及びその周辺からの退避勧告を出した。
7月19日 - 7月25日にかけて、岸信夫外務副大臣はエジプト、ヨルダン、イスラエル、パレスチナを訪問し、エジプトのシーシー大統領、ヨルダンのジュデ外相、イスラエルのネタニヤフ首相、パレスチナのラーミー・ハムダッラー首相らと会談した。岸はエジプトの停戦案に支持を表明し、ハマースの拒否を「極めて残念」とした。7月22日には安倍首相がネタニヤフ首相と電話会談を行い、やはりイスラエルがエジプトによる停戦提案を受け入ると表明したことを評価しつつ、停戦実現へ「勇気ある決断を強く要請」した。
9月23日、岸田文雄外相がニューヨークでパレスチナ復興支援に関する閣僚級会議に出席した。岸田外務大臣はガザ復興に向け、日本として2000万ドル（約20億円）を超える規模の支援を行うと表明した。

### 国際連合
国際連合安全保障理事会は7月20日、ガザ情勢を非公開で協議し、事態の悪化と市民の犠牲拡大に「深刻な懸念」を表明する報道談話を発表した。「敵対行為の即時停止」と「国際人道法の尊重」を求めた。
7月23日、国際連合人権理事会はイスラエル非難決議を賛成29（発議者のパレスチナ自治政府とアラブ諸国）、反対1（アメリカ合衆国）、棄権17（欧州連合諸国と日本）で採択。
7月28日、国連安保理はヨルダン提出の、双方に無条件の人道目的の停戦に入ることを求める議長声明を採択した。声明は一時停戦を求めた上で、エジプト仲介案を基にした持続的な停戦への取り組みを要求している。
朝日新聞は安保理が理事会としての決議を出せないのは、親イスラエルで常任理事国のアメリカに配慮した結果と指摘している。
8月11日、国連はイスラエルとパレスチナの双方による人権侵害状況を調べる独立調査団のメンバーを発表した。

### アメリカ合衆国
アメリカは一貫してイスラエルを支持し、市民の犠牲者に懸念を示しつつも基本的にハマースを非難している。しかし、イスラエル側は、アメリカが自国を無条件で支持しないことをしばしば非難している。
7月8日、サキ報道官は「いかなる国もロケット弾で市民生活や健康、福祉を脅かされてはならない。イスラエルは自衛権を有する」と述べた。しかし、「ガザのパレスチナ人に自衛権があることを信じますか？」と質問されると「私はあなたのおっしゃる意味が分からない」と答えた
。
7月11日、下院（代議院）で無投票（全会一致）でイスラエル支持決議を可決した。
7月17日、上院（元老院）でも無投票（全会一致）でイスラエル支持決議を可決した。
7月20日、ケリー国務長官はABCテレビに出演し、「戦争は醜い。（しかしハマースは）みずからの責任を認識する必要がある」「イスラエルはテロ組織に（あるいはハマースに）包囲されている」と述べ、イスラエルを擁護した。しかし、出演待ちの間には「全く大したピンポイント攻撃だ、全く大したピンポイント攻撃だ」と述べ、民間人殺害を暗に批判していた。
7月21日、オバマ大統領はイスラエルの軍事作戦で市民の犠牲が増えていることを「深く懸念している」と表明し、ケリー国務長官に即時停戦の実現に向けて最大限の努力を尽くすよう指示したことを明らかにした。
7月27日、オバマ大統領はイスラエルのネタニヤフ首相と電話で協議し、パレスチナ自治区ガザの情勢について、人道上の配慮による「即時、無条件の停戦」を促した。一方で、ハマースなどガザ地区側の攻撃を改めて非難し、イスラエルの自衛権を再確認した。また、オバマは「恒久的な解決には、テロリスト集団の武装解除と、ガザ地区の非武装化を確実に実施する必要」があると主張した。
8月1日、上院は全会一致で、下院は賛成多数でイスラエルの防空システム「鉄のドーム」への2億ドルの資金供出を可決した。
8月26日、ケリー国務長官は停戦合意を「強く支持する」と表明した。
一方で、アメリカはイスラエルとパレスチナの停戦にも乗り出しており、イスラエルはこの停戦に向けた動きを強く批判、アメリカも住民を巻き込む戦闘を続けるイスラエルに反発し、両国間には強い緊張が生じる場面もあった。

### トルコ
7月15日、トルコのレジェップ・タイイップ・エルドアン首相はイスラエルのシャクド議員のFacebookでの発言を「シャクドの心性はヒトラーのような物だ」と批判した。
7月19日、エルドアン首相はイスラエルを「ヒトラーを昼夜非難する者が、野蛮さでヒトラーを超えた」と批判した。

### レバノン
レバノンの政党・イスラム教シーア派組織ヒズボラのハサン・ナスルッラーフ師（ヒズボラ議長）は7月25日、ハマースへの「あらゆる支援を惜しまない」と述べた。ヒズボラはシリアのアサド政権への協力を続けており、ハマースとの関係は冷え込んでいた。

### ヨルダン
ヨルダンは7月22日、国連安保理に、双方に戦闘の即時停止を求める決議案を提出した。

### イラン
イランは反イスラエルの急先鋒であり、国交もない。イスラエルにとっても侵攻先に挙げられている。
7月14日、外務省は「シオニスト政権」イスラエルのガザ侵攻に非難声明を出した。
7月29日、最高指導者のアリー・ハーメネイー師は「イスラム世界は、対立をやめて、ガザの人々のニーズを満たすために全力を尽くすべきだ」と主張した。
8月6日、外務省のアフカム報道官は、アメリカがイスラエルに「広範な支援」を与えていることに懸念を表明した。

### タイ
タイは7月24日、イスラエルに在イスラエルタイ人労働者4000人の避難を要請した。7月23日に、ガザ地区武装勢力側の攻撃でタイ人労働者1人が殺害されたため。

### エジプト
エジプトは軍事政権になってから、ムバーラク政権時代のイスラエル支持に回帰している。ガザ侵攻ではイスラエルとパレスチナの仲介に当たっているが、軍部のシーシー政権自体は反ハマースであるため、交渉の足枷になっている。例えば、総合情報庁のムハンマド・アフマド・ファリド・アル＝ツハミ長官は、ハマース幹部との直接の面会を拒否している。また、ハマースの要求もことごとくエジプトが拒否したという。

### イギリス
イギリスは基本的にイスラエルを支持している。ウィリアム・ヘイグ外相がガザの人道的状況に懸念を示した直後に辞任したため、外交的に大きな動きは見られない。
7月10日、キャメロン首相はイスラエルのネタニヤフ首相との電話会談で、イスラエル支援を表明した。
7月12日、ヘイグ外相はTwitterで、「ガザの人道的状況や人命の喪失を非常に懸念している」と述べた。また、アッバース自治政府大統領と話をしたことを明らかにした。
しかし、ヘイグ外相は7月14日（正式には7月15日）に辞任に追い込まれた。後任はフィリップ・ハモンド国防相。
8月4日、バロネス・ワルシ大臣（ビジネス・イノベーション・職業技能省担当）が大臣を辞職した。ガザの危機は「道徳的に弁護の余地がない」にもかかわらず、政府がイスラエルを支持していることを理由に挙げた。ワルシはイギリス初のムスリム（イスラム教徒）の大臣。

### ロシア
ロシアのヴィタリ―・チュルキン国連大使は7月22日、国連安保理の討論でガザ地区からのイスラエル領土への攻撃は許し難いものだと述べたほか、イスラエルの軍事作戦開始後の悲劇の規模に衝撃を受けたと指摘した。また、エジプト主導の停戦案支持を表明した。
8月5日、ロシア外務省は3日間の停戦発効を歓迎し、双方に遵守するよう求める声明を出した。また、改めてエジプト主導での和平達成への機会とするよう双方に求めた。

### 中南米
中南米諸国は、ほぼ例外なくイスラエルを強く批判した。ボリビアのエボ・モラレス大統領は、イスラエルをテロ国家に指定し、イスラエル国民へのビザ発給を停止した。ブラジルのジルマ・ルセフ大統領はイスラエルの軍事作戦を虐殺と非難した。ベネズエラのニコラス・マドゥロ大統領は、ルセフより強い表現である大量虐殺であると批判した。ペルー、エクアドル、チリ、エルサルバドルは駐イスラエル大使を召還し、大きなユダヤ人コミュニティのあるコスタリカとアルゼンチンも自国に駐留するイスラエルの大使を呼び出した。このように、中南米が事実上、1つにまとまって行動することは、歴史上初めてのことと指摘する者もいる。

### 民間・その他
世界各地の市民が、反イスラエルのデモを行った。日本でも、東京や札幌などでイスラエルを批判するデモが行われた。歴史的な経緯から、ユダヤ人批判がタブー視されがちなヨーロッパでも、反イスラエルの世論が強くなっている。
多くのデモは平和裏に実施されているが、一部のデモの中には反ユダヤ主義的言動が目立つデモもある。フランスではユダヤ人地区の商店が襲われたり、シナゴーグに押し入るものが出ており、警察に逮捕されている。ドイツでは、「ユダヤ人をガス室に送れ」と叫ぶ者が現れ、シナゴーグに火炎瓶が投げ込まれた。
Gilad LotanはTwitterアカウントを親パレスチナと親イスラエルに分けて分析し、互いの主張や情報は、敵対陣営には流れにくい構図を指摘した。また、親イスラエルと親パレスチナではっきりと分かれており、両者の中間的な意見は少なかった。メディアの中では、イスラエル左派紙の『ハアレツ』がもっとも両者の中間に近く、「媒介中心性（訳注：ネットワーク理論用語で、いわば異なる集団間の橋渡しする位置のこと）がもっとも高い」と主張した。

## 人道上の問題

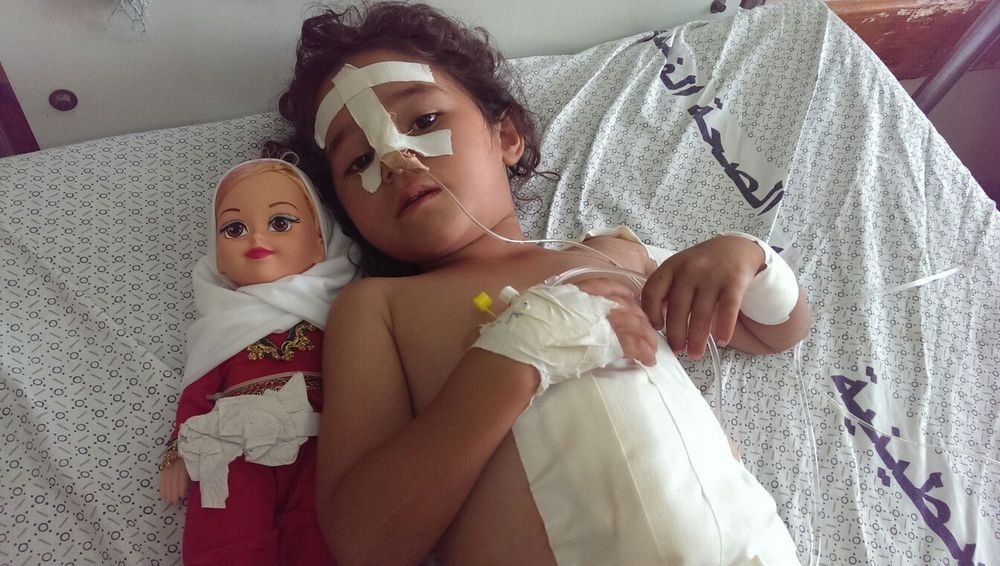
イスラエル軍の空爆によって重症を負った5歳のパレスチナ人少女

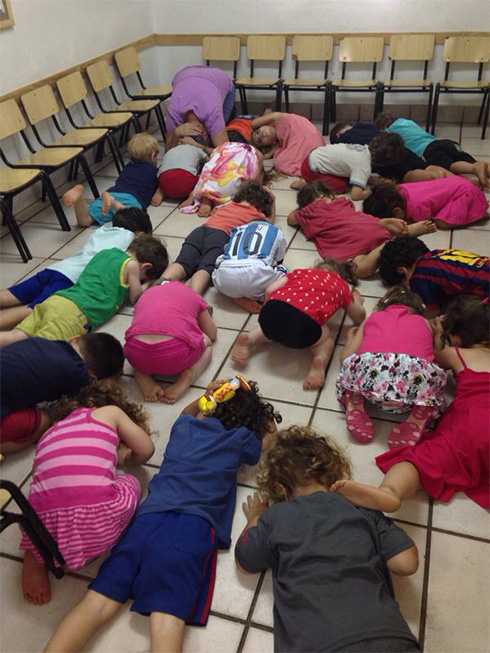
体を伏せるイスラエル人の児童

### イスラエル国防軍
イスラエルは、攻撃前にビラ、電話、威力の弱い威嚇砲撃（"Roof knocking"、屋根叩きと称する）などの手段で事前警告をしていると主張している。
しかし、日本国際ボランティアセンターは、ガザ現地の声として「警告なしの爆撃が多く、たとえ警告があっても、爆撃の1分前」と指摘している。また、ヒューマン・ライツ・ウォッチは「武力紛争法は攻撃に対する「実効性のある事前警告」を推奨してはいるものの、それに従わなかった市民を合法的な攻撃対象とみなすことはない」として、事前警告は攻撃を正当化する根拠にはならず、戦争犯罪にあたると指摘している。中東理解研究所は、ビラに避難先が書かれていないことを指摘している。また、ヒューマン・ライツ・ウォッチは、7月23日～25日にパレスチナ・ガザ地区南部の町クーザで、イスラエル軍が一般市民に発砲して死者が出たいくつかの事件は、戦闘に参加していない一般市民を狙った意図的な攻撃であり、武力紛争法に抵触するものと見受けられると発表している。
また、避難所に使われている国連パレスチナ難民救済事業機関（UNRWA）学校への攻撃は戦争犯罪と指摘された。イスラエル軍報道担当者は、敵戦闘員が学校から攻撃しており、ハマースに罪があると主張した。一方、UNRWA職員は避難民の受け入れは事前にイスラエルの承諾を得ている、避難民は避難に当たって武器の持ち込みは禁じられているとして、イスラエルの主張に反論した。
パレスチナのマンスール国連代表は、7月18日の国連安保理緊急会合で、「国連や国際システムの司法機関に頼るしかない」と述べた。パレスチナはイスラエルのガザ侵攻を戦争犯罪と認識し、国際刑事裁判所（ICC）に加盟した上での提訴を検討している。イスラエルはパレスチナの加盟に反対し、アメリカもパレスチナに「慎重な対応」を求めている。しかし、毎日新聞は「（イスラエルの主張する）ハマスが人間の盾として民間人を利用している」「イスラエルに対するハマスの無差別ロケット弾攻撃」などの行為もまた戦争犯罪と見なされる可能性が高いと指摘した。また、パレスチナは2009年のガザ侵攻時にも戦争犯罪について調査を要請したが、国際刑事裁判所のファトゥ・ベンスーダ判事は、当時の要請は法的に無効であり、調査を行うにはパレスチナ側が新たに申請を行う必要があると主張している。一方でディヴィド・ボスコは、イスラエル当局者はルイス・モレノ・オカンポ判事と秘密裏に会食するなどのロビー活動を行っていると指摘している。『ガーディアン』によると、アメリカはもちろん、国際刑事裁判所予算の最大の拠出国の一つであるイギリスとフランスも、パレスチナに戦争犯罪の捜査をしないよう要求しているという。8月23日、ハマース政治局幹部のムーサ・モハメド・アブ・マーズクは国際刑事裁判所加盟を認める文書に署名した。
『ハアレツ』によると、アムネスティ・インターナショナルとヒューマン・ライツ・ウォッチはガザ地区の実態調査に調査員を派遣したが、イスラエルは「官僚的な言い訳」でガザ地区入境を拒否した。アムネスティによると、エジプトもガザ地区入境を拒否している。
ヒューマン・ライツ・ウォッチは9月11日、現地などで行った、イスラエル国防軍による国連パレスチナ難民救済事業機関（UNRWA）学校3箇所への攻撃についての調査結果を発表した。それによると、攻撃により殺害されたのは45人（うち17人は子供）。イスラエル国防軍は学校からハマースのロケット弾攻撃があった、あるいはイスラーム聖戦メンバーを標的にしたと主張した。しかし、イスラエルがロケット弾攻撃の証拠として示した写真は、攻撃を受けた学校の物ではなかった。また、避難民の証言から、イスラーム聖戦メンバーではなく、故意に避難民を標的にした可能性を指摘した。そこで、イスラエル国防軍による戦争犯罪の疑いがあると指摘し、国際連合人権理事会による調査が必要と主張した。

### ハマースなどガザ地区の武装勢力
イスラエルは、ハマースが市民を「人間の盾」に利用して、（みずからの攻撃による）犠牲者を増やしていると主張している。ネタニヤフ首相は「われわれは民間人に退避を促しているのに、ハマスが（攻撃対象地域に）とどまらせている」と非難した。また、ハマースは、イスラエル側の退避勧告を「心理戦」として聞き入れないよう住民に呼びかけたことを問題視する指摘もある。
「人間の盾」については、毎日新聞の大治朋子は、「ハマスの「人間の盾」戦術は、外国人記者にも向けられている」と述べている。大治によると、ガザでハマース職員に「イスラエルが検問所を閉鎖した」といわれ、イスラエル側に電話で問い合わせたところ「通常通り開いているが間もなく閉める。来るなら急げ」といわれた結果、CBS記者と相談してハマースの検問を無視して突破し、エレツ検問所にたどり着くことができたという。
BBCのジェレミー・ボーエンは、「ハマースがパレスチナ人を人間の盾に使う証拠は見当たらなかった」と述べている。ボーエンによると、ガザでの取材中、イスラエルのネタニヤフ首相が主張するような人間の盾の実例を見たことがなかったという。
The NationのNoura Erakatは、イスラエルは実際にハマースが民家を使ったことを証明できていないと主張した。国連パレスチナ難民救済事業機関（UNRWA）施設でロケット弾が発見された事件についても、その時点では使われていない施設だった。逆に、イスラエルが人間の盾を使った例はあると指摘している。
またイスラエル国防軍は、民家にハマース戦闘員や武器弾薬が隠れているイラストを示し、「正当な軍事目標」の例と主張した。なお、ハマースの掘ったとされる地下トンネルについては、写真と動画を公開している。
また国連パレスチナ難民救済事業機関（UNRWA）によると7月16日、無人の国連施設で武装勢力の物とみられるロケット弾20発を発見したと発表し、非難声明を出した。7月22日、7月29日にも、無人の学校でロケット弾が発見された。ヒューマン・ライツ・ウォッチは、「学校の民間施設としての性格を損なう行動」であり、戦争犯罪と指摘している。

### 補説
1. ↑  タイ人労働者1人含む
2. ↑  死者数は特記なき限りパレスチナ側はガザ政府保健省、イスラエル側はイスラエル国防軍発表による
3. ↑  al-Khalil（アル＝ハリール）はヘブロンのアラビア語名
4. ↑  核兵器開発の疑惑がある
5. ↑  オスロ合意では、ガザ地区沿岸から20海里（37.04km）の漁業権をパレスチナ側に認めていたが、イスラエル国防軍は2009年より一方的に3海里（5.556km）に規制強化し、3海里を超える海域に出ようとする漁船などを攻撃している。Israel shrinks Gaza fishing limit to three miles, down from six　Date: 14 / 02 / 2009  Time:  18:05 - マアン通信（ウェブアーカイブによる保存）（英語）。｜中東｜ガザ漁民とイスラエル海軍との攻防 - IPSジャパン　メル・フリクバーグ、訳：浅霧勝浩。2010年 1 月　イスラエル及び被占領パレスチナ地域　窒息させられている：イスラエルによる封鎖下のガザ地区 - アムネスティ・インターナショナル
6. ↑  イスラエル国防軍のいう「緩衝地帯」のこと
7. ↑  「誘拐（kidnap）」と呼ぶのは、イスラエルがハマースに捕虜を取る資格を認めていないことを意味する